# Biên niên sử Đà Lạt
Lịch sử Đà Lạt khởi đầu bằng những chuyến thám hiểm vùng cao nguyên Lâm Viên cuối thế kỷ 19, đặc biệt đánh dấu bởi chuyến thám hiểm của bác sĩ Alexandre Yersin vào giữa năm 1893. Bốn năm sau đó, khi Toàn quyền Paul Doumer tìm kiếm địa điểm để xây dựng một trạm nghỉ dưỡng, Alexandre Yersin đã đề nghị chọn cao nguyên Lâm Viên và được chấp thuận. Những năm cuối thế kỷ 19 và đầu thế kỷ 20 là thời kỳ các đoàn khảo sát liên tục được gửi đến Đà Lạt để nghiên cứu, chuẩn bị cho công cuộc xây dựng một thành phố tương lai. Sau hơn 10 năm bị quên lãng, từ giữa thập niên 1910, Đà Lạt bước vào thời kỳ kiến thiết với sự xuất hiện liên tiếp của các công trình kiến trúc, công trình giao thông và cơ sở hạ tầng. Đây cũng là giai đoạn Đà Lạt được thể chế hóa bởi những quyết định hành chính của Triều đình Huế và Toàn quyền Đông Dương. Trong hai thập niên 1930 và 1940, bên cạnh các công sở và dinh thự như Dinh Toàn quyền, Dinh Bảo Đại, Dinh Thống đốc Nam Kỳ, nhiều chùa chiền, nhà thờ và trường học cũng ra đời. Trong số này có thể kể đến nhà thờ chính tòa Đà Lạt, trường Couvent des Oiseaux, trường Trung học Yersin, chùa Linh Sơn, nhà thờ Domaine de Marie.
Dưới thời Đệ Nhất Cộng hòa Việt Nam, những công trình kiến trúc chợ Đà Lạt, biệt điện Trần Lệ Xuân, Trung tâm Nghiên cứu Nguyên tử Đà Lạt... tiếp tục được xây dựng. Nhưng từ sau 1964, do chiến tranh nên Đà Lạt ít có thêm các công trình mới. Giai đoạn sau 1975 được đánh dấu bởi các thay đổi hành chính và sự ra đời của những cơ quan mới thay thế cho các cơ sở cũ. Những sự kiện từ cuối thập niên 1980 phản ánh quá trình thay đổi của thành phố, cũng là thời kỳ nền kinh tế Việt Nam dần vượt qua giai đoạn khó khăn. Trong khoảng thời gian này, thành phố được sửa sang nâng cấp và cũng xuất hiện thêm các công trình kiến trúc mới. Thập niên 2000, bên cạnh hàng loạt những công trình được khởi công và khánh thành, lịch sử thành phố còn ghi nhận nhiều lễ hội được tổ chức như Festival Hoa Đà Lạt, Lễ hội văn hóa trà và các lễ kỷ niệm 110 năm, 115 năm ngày thành phố ra đời.

## Thế kỷ 19

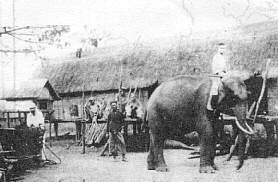
Bác sĩ Alexandre Yersin tại cao nguyên Lâm Viên năm 1893

1881
Bác sĩ Paul Néis và trung úy Albert Septans thám hiểm cao nguyên Lâm Viên.
1893
21 tháng 6: Bác sĩ Alexandre Yersin cùng đoàn thám hiểm tới cao nguyên Lâm Viên.
1897
19 tháng 7: Bác sĩ Alexandre Yersin gửi thư đến Toàn quyền Paul Doumer đề xuất chọn cao nguyên Lâm Viên làm nơi nghỉ dưỡng.
Phái đoàn Thouard nghiên cứu tìm một con đường từ Nha Trang lên cao nguyên Lâm Viên.
1898
Thành lập trạm nông nghiệp và trạm khí tượng tại Dankia.
Các đoàn nghiên cứu của Garnier, Odhéra, Bernard cùng tiến hành khảo sát con đường Phan Thiết – Di Linh – Đà Lạt.
1899
Toàn quyền Paul Doumer và bác sĩ Alexandre Yersin tiến hành khảo sát vùng cao nguyên Lâm Viên.
Đại úy Guynet xây dựng con đường từ Ninh Thuận lên cao nguyên Lâm Viên.
1 tháng 11: Toàn quyền Paul Doumer ký Nghị định thành lập tỉnh Đồng Nai Thượng và hai trạm hành chính ở Tánh Linh và Lâm Viên.

## Thế kỷ 20

### Thập niên 1900

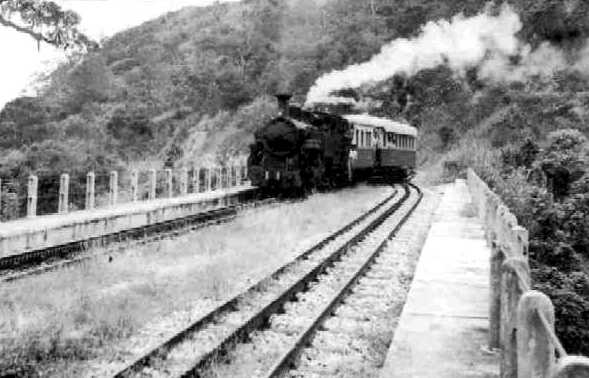
Tuyến đường sắt Tháp Chàm – Đà Lạt, xây dựng từ 1903 đến 1928.

1900
Hoàn thành đường bộ Tháp Chàm – Xóm Gòn – Dran – Đà Lạt.
Xây dựng tòa Đốc lý ở Đà Lạt.
1901
Toàn quyền Paul Doumer quyết định xây dựng tuyến đường sắt Tháp Chàm – Đà Lạt.
Paul Champoudry được cử làm thị trưởng Đà Lạt.
1902
Toàn quyền Paul Doumer trở về Pháp, dự án xây dựng thành phố Đà Lạt bị dừng lại.
1903
Xóa bỏ tỉnh Đồng Nai Thượng, trạm hành chính Lâm Viên trực thuộc đạo Ninh Thuận.
Xây dựng tuyến đường sắt Tháp Chàm – Đà Lạt, đoạn từ Tháp Chàm đến Xóm Gòn.
Tướng Léon de Beylié cùng phái đoàn tới Đà Lạt và quyết định thiết lập một doanh trại quân đội 3.500 đến 4.000 quân đồn trú.
1906
Hội đồng Quốc phòng Đông Dương họp tại Đà Lạt quyết định chọn cao nguyên Lâm Viên làm nơi nghỉ dưỡng.
1907
Xây dựng lữ quán cho khách vãng lai, về sau trở thành Hôtel du Lac, khách sạn đầu tiên của Đà Lạt.
1908
Chuyển trạm nông nghiệp từ Dankia về Đà Lạt.
1909
Chuyển trạm khí tượng từ Dankia về Đà Lạt.

### Thập niên 1910

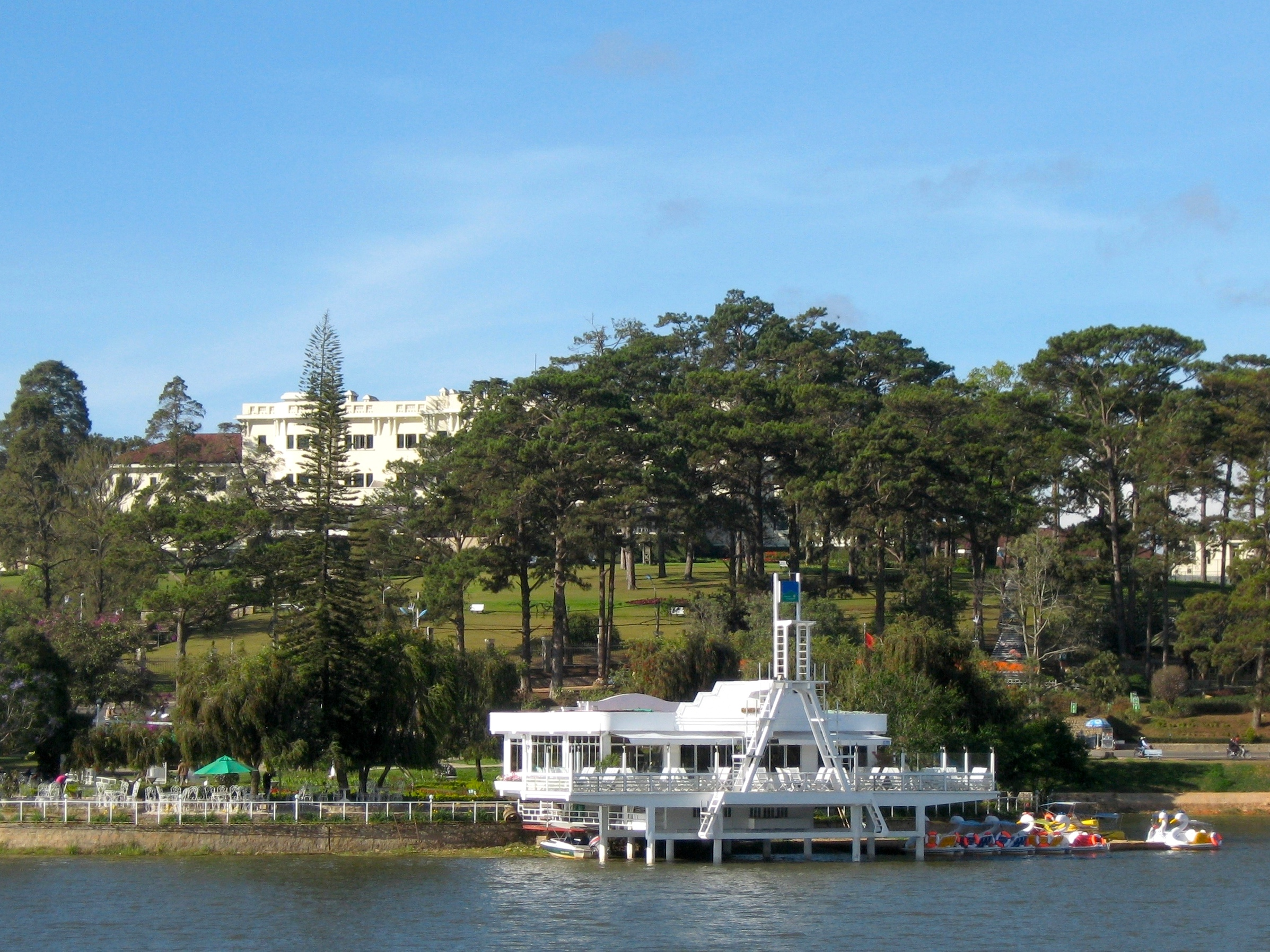
Hồ Xuân Hương, được tạo lập năm 1919.

1911
Toàn quyền Albert Sarraut chủ trương cho xây dựng gấp đường giao thông lên Đà Lạt.
1913
Hoàn thành tuyến đường Phan Thiết – Di Linh.
1914
Chiến tranh thế giới thứ nhất bùng nổ, nhiều người Pháp lên Đà Lạt nghỉ dưỡng.
Tuyến đường Phan Thiết – Đà Lạt hoàn thành, chiếc xe hơi đầu tiên lên đến Đà Lạt.
1915
Xây dựng trạm bưu điện.
1916
6 tháng 1: Toàn quyền Ernest Nestor Roume ký Nghị định thành lập tỉnh Lâm Viên.
20 tháng 4: Hội đồng nhiếp chính triều đình Huế thông báo Dụ thành lập thị tứ Đà Lạt.
30 tháng 5: Khâm sứ Jean François Eugène Charles ký Nghị định thành lập thị tứ Đà Lạt.
Xây dựng tuyến đường sắt Tháp Chàm – Đà Lạt, đoạn từ Xóm Gòn đến Sông Pha.
Khởi công xây dựng khách sạn Langbian Palace, ngày nay là khách sạn Dalat Palace.
1917
Đoàn Đình Duyệt, Thượng thư Bộ công của triều đình Huế, lên Đà Lạt nghiên cứu việc xây dựng hành cung.
1918
Xây dựng nhà máy điện, lập dưỡng viện thừa sai.
1919
Ngăn đập trên dòng suối Cam Ly, tạo hồ Grand Lac, hồ Xuân Hương ngày nay.
20 tháng 12: Khai giảng trường Nazareth, ngày nay là trường Trung học Thăng Long.

### Thập niên 1920

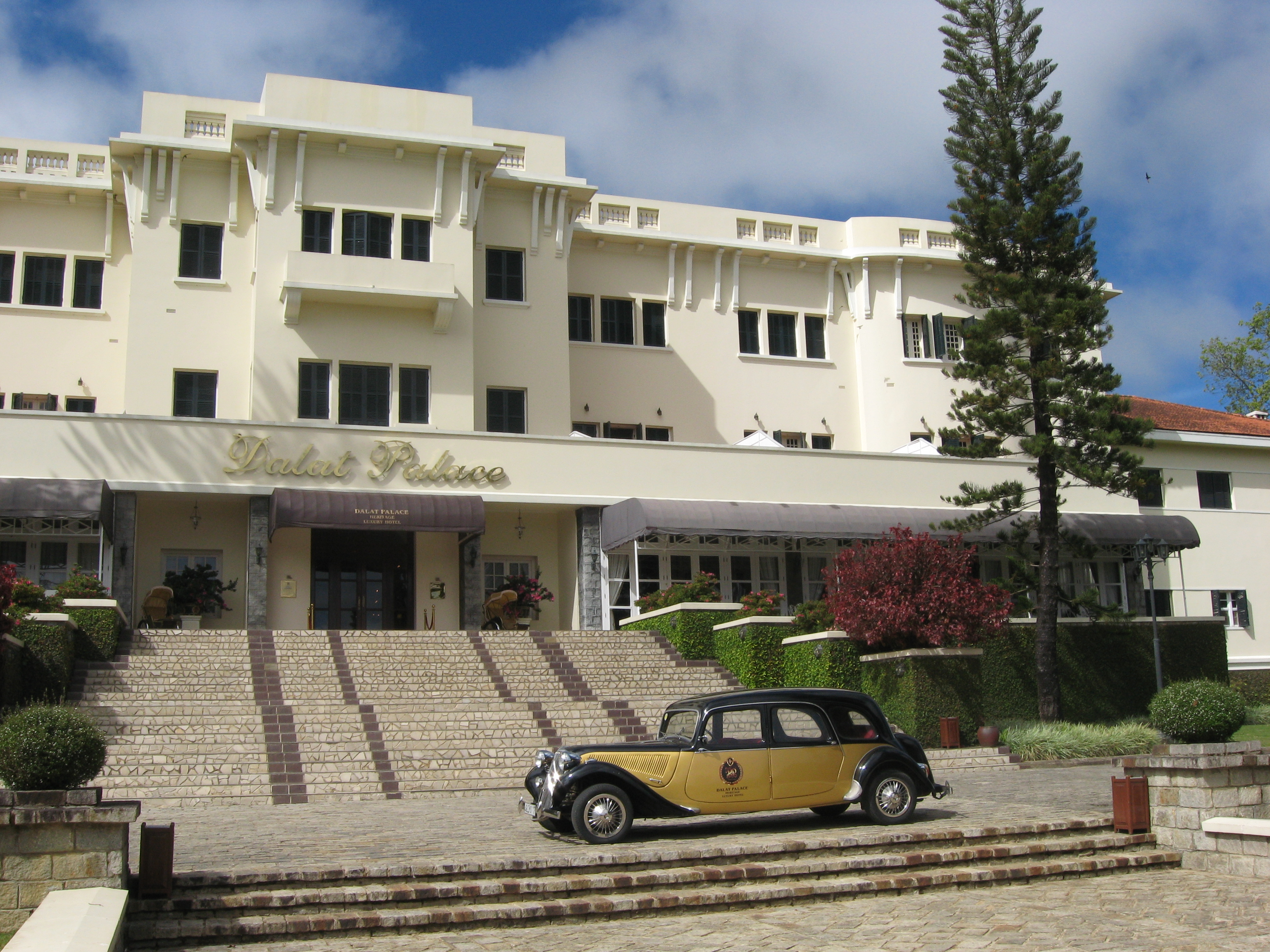
Khách sạn Dalat Palace, trước đây mang tên Langbian Palace, khánh thành năm 1922.

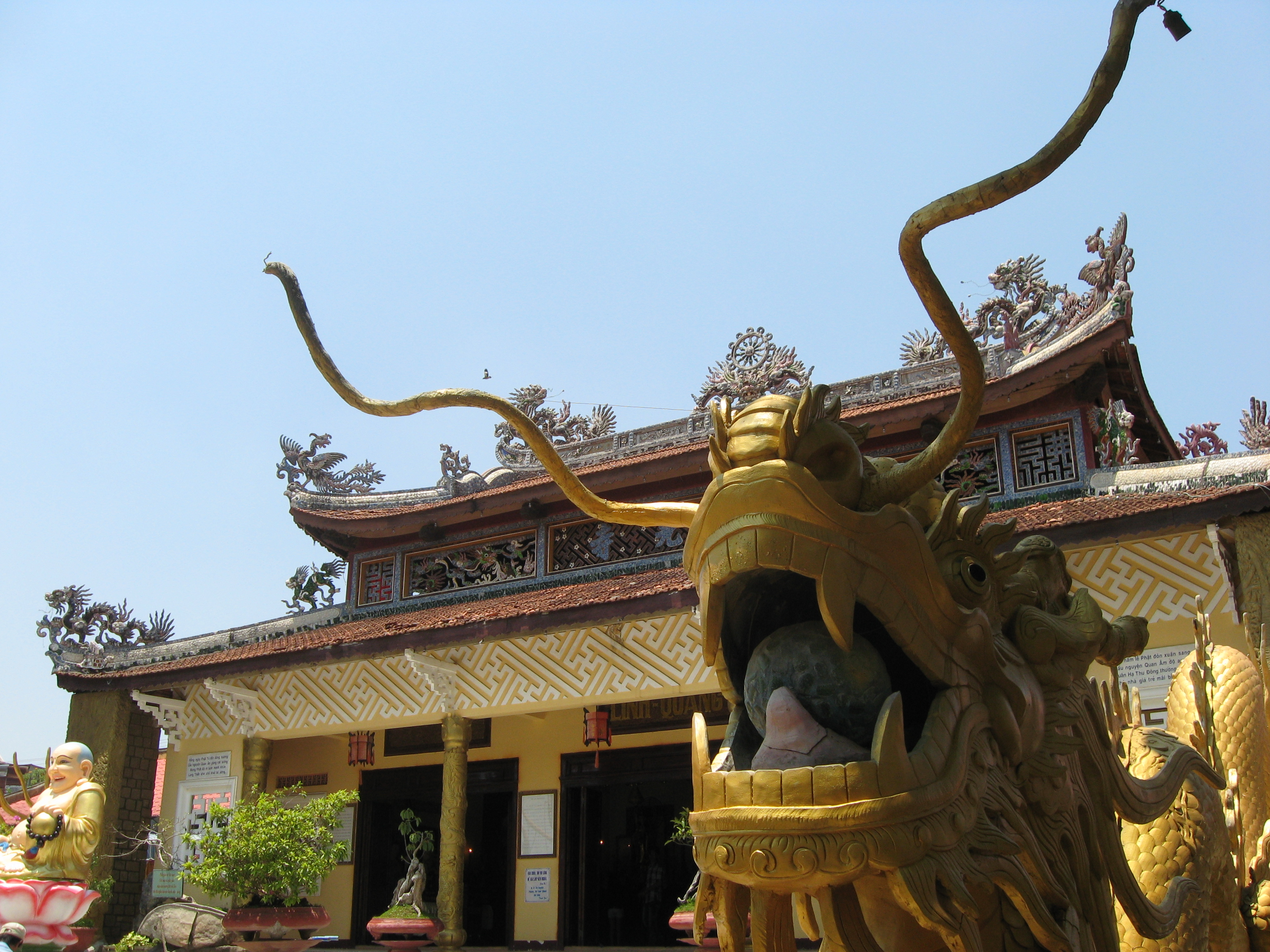
Chùa Linh Quang, ngôi chùa đầu tiên tại Đà Lạt, khởi dựng năm 1921.

1920
31 tháng 10: Toàn quyền Maurice Long ký Nghị định thành lập thị xã Đà Lạt, Sở Nghỉ dưỡng Lâm Viên và Du lịch Nam Trung Kỳ.
Xây dựng đình Đa Lạc và thành lập ấp Tân Lạc.
Xây dựng Kho bạc Đà Lạt.
1921
Kiến trúc sư Ernest Hébrard nhận nhiệm vụ thiết lập đồ án quy hoạch Đà Lạt.
Xây dựng trạm thu phát sóng vô tuyến.
Thành lập trạm xá đầu tiên tại Đà Lạt.
Xây dựng chùa Linh Quang.
1922
Khánh thành khách sạn Langbian Palace.
Xây dựng tuyến đường sắt Tháp Chàm – Đà Lạt, đoạn từ Sông Pha đến Đà Lạt.
Khởi công xây dựng khách sạn Hôtel du Parc.
Khởi công xây dựng Bệnh viện Đà Lạt.
1923
Kiến trúc sư Ernest Hébrard hoàn thành đồ án quy hoạch thành phố.
Xây dựng đập thứ hai trên dòng suối Cam Ly, phía dưới đập được xây dựng năm 1919.
Dân số Đà Lạt: 1.500 người.
1927
Khởi công xây dựng trường Petit Lycée.
Thành lập Sở Trà Cầu Đất, lập các làng Trường Xuân, Trạm Hành.
Bão lớn phá hủy đập ngăn suối Cam Ly và đập của nông trại O’Neill.
1928
Thành lập trường Tiểu học Đà Lạt.
Khánh thành nhà máy điện.
1929
Khởi công xây dựng trường Grand Lycée, về sau mang tên Trung học Yersin, ngày nay là Trường Cao đẳng Sư phạm Đà Lạt.
Dời chợ từ vị trí ấp Ánh Sáng lên Khu Chợ, tức khu Hòa Bình ngày nay.

### Thập niên 1930

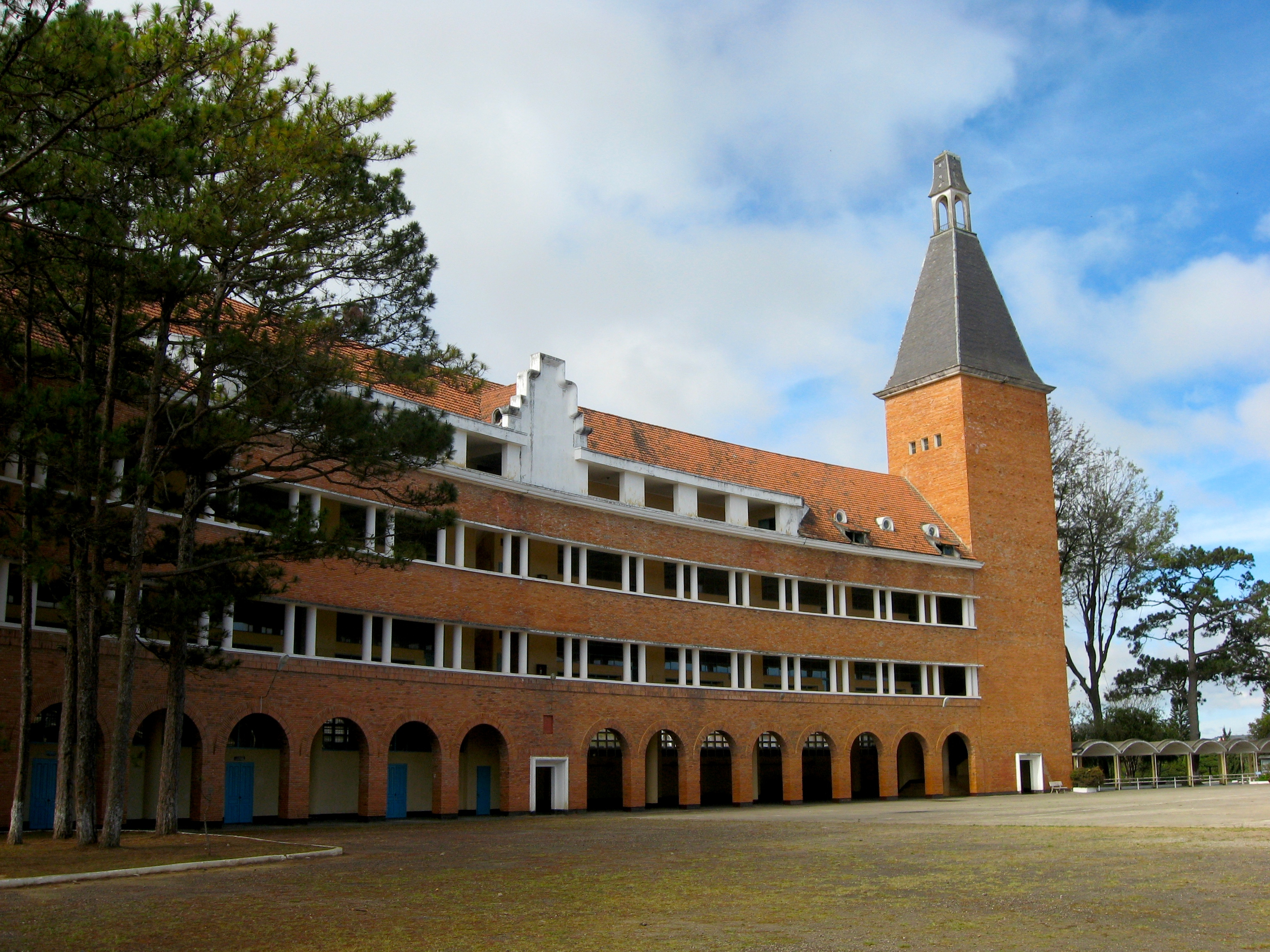
Trường Cao đẳng Sư phạm Đà Lạt, trước kia là Trung học Yersin, khánh thành năm 1935.

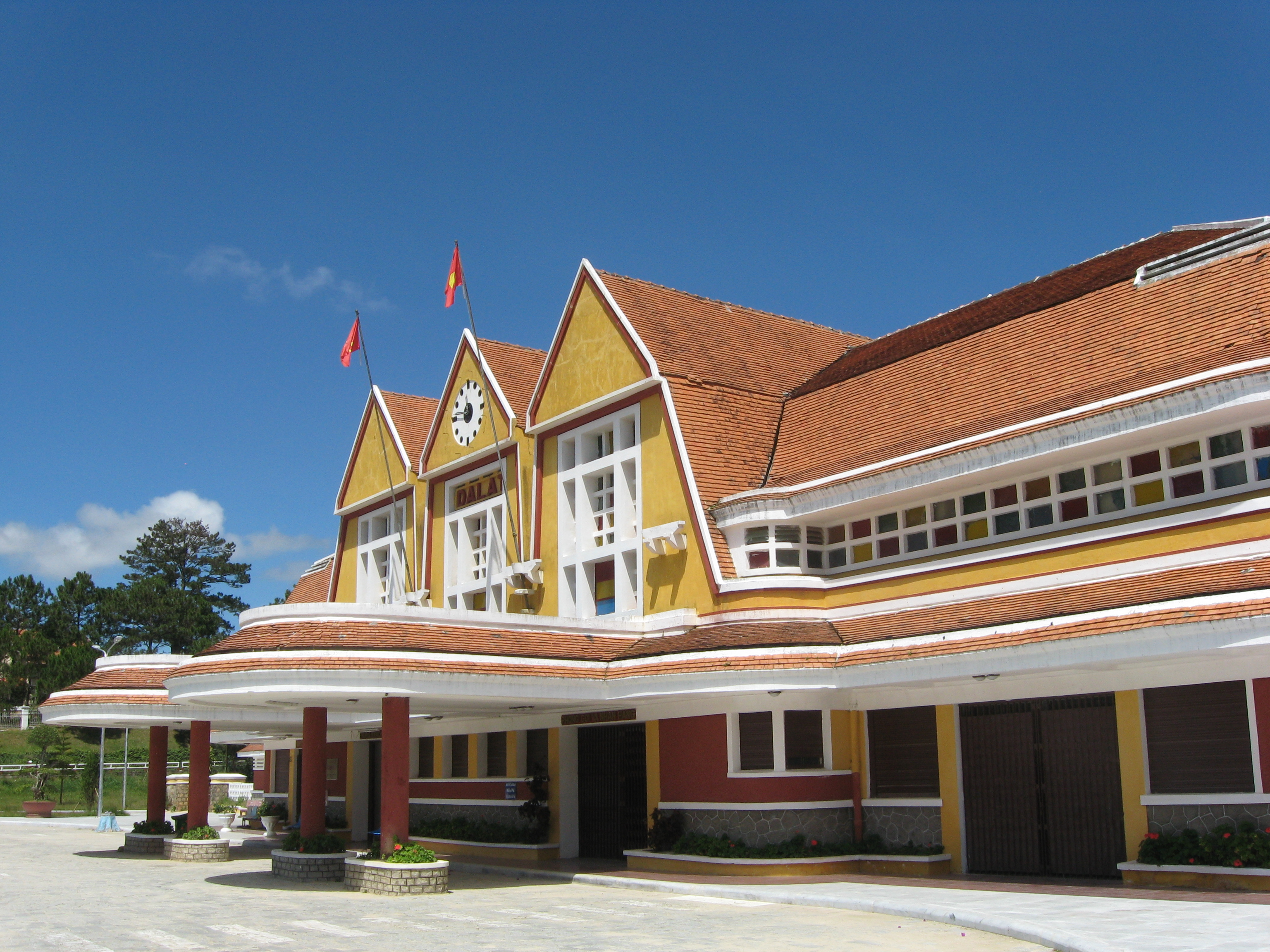
Ga Đà Lạt, khánh thành năm 1938.

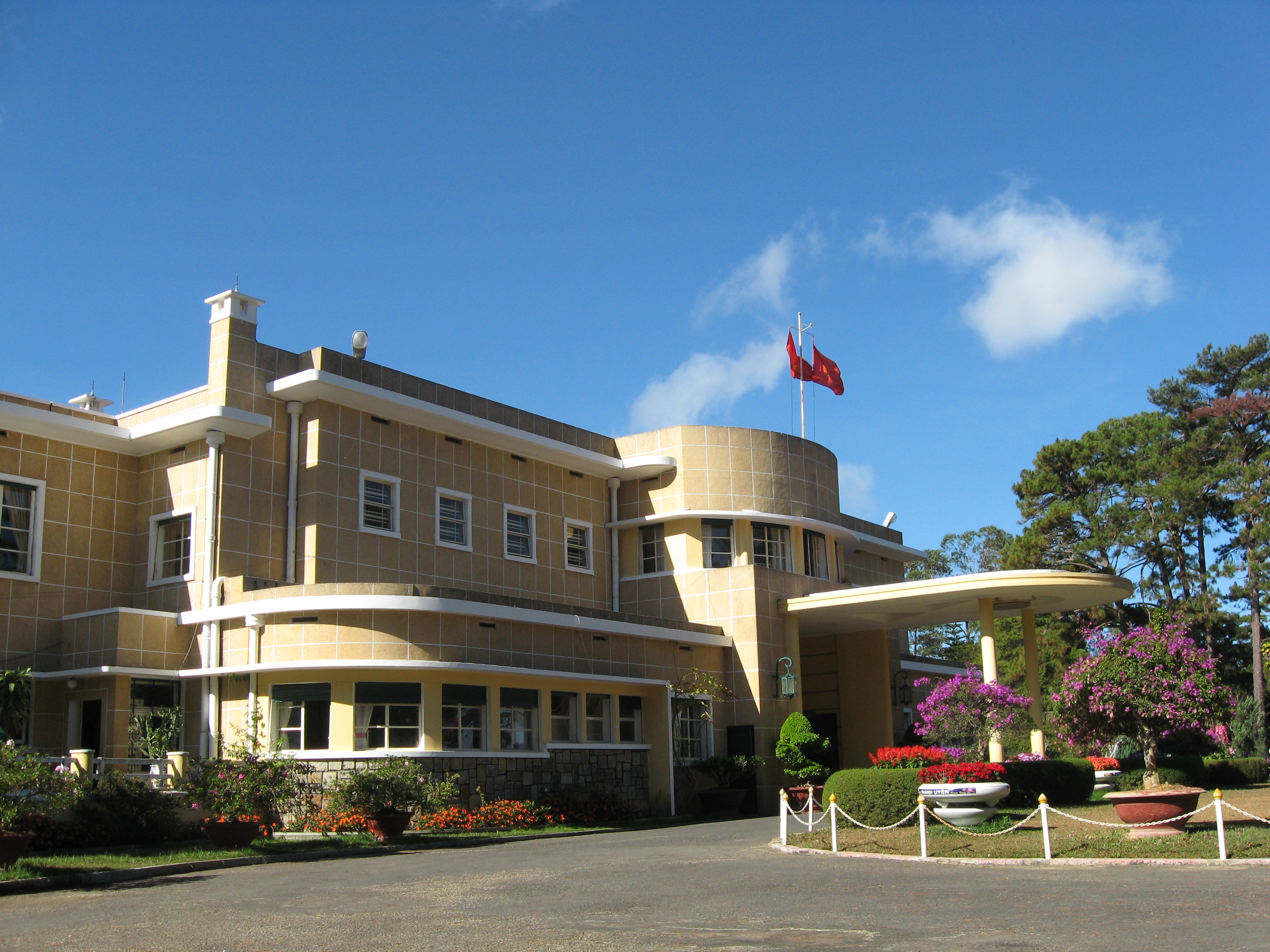
Dinh III, còn gọi Dinh Bảo Đại, hoàn thành năm 1938.

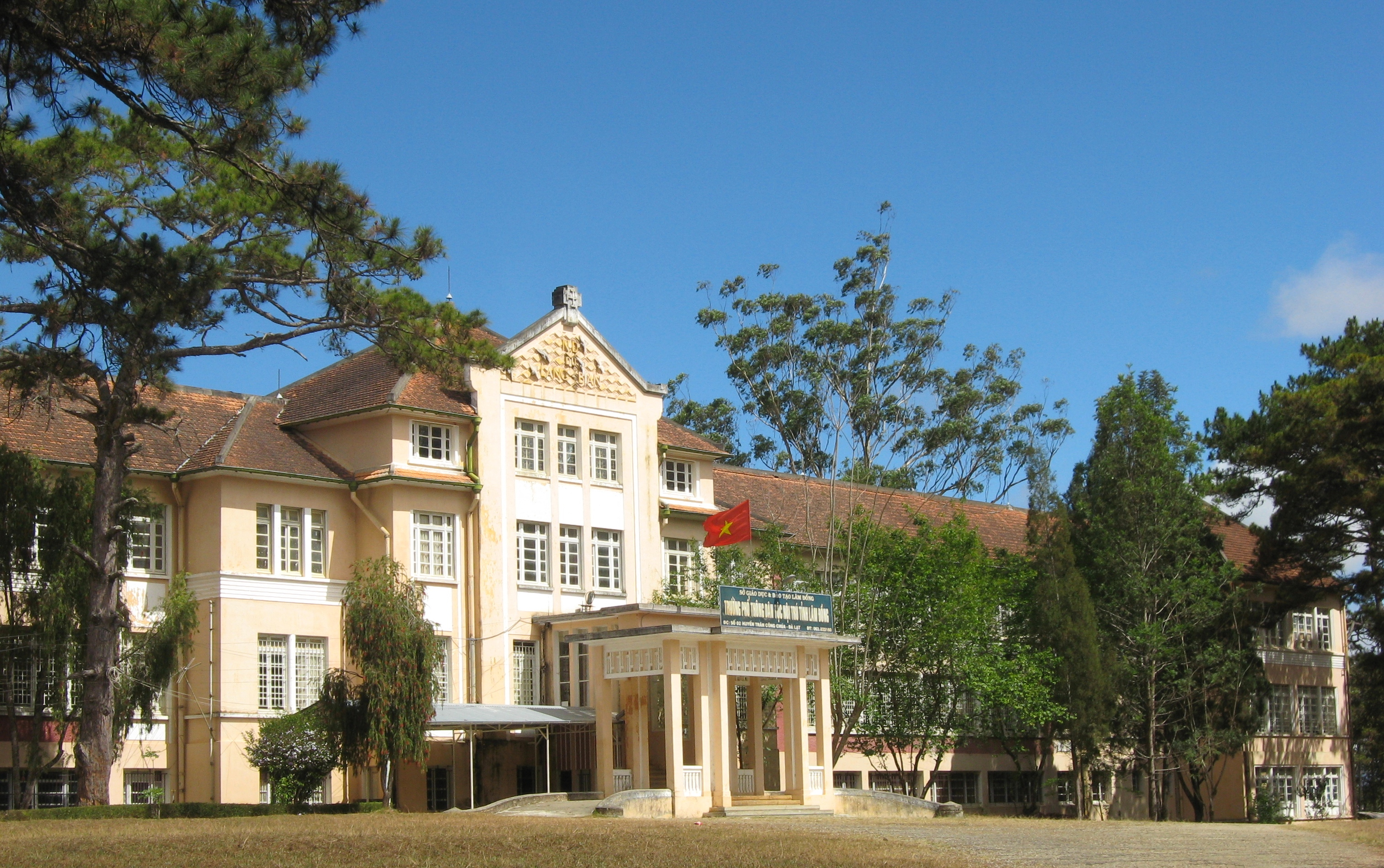
Trường Couvent des Oiseaux, ngày nay là Trường Dân tộc Nội trú, khánh thành năm 1938.

1930
Xây dựng Dinh Thống đốc Nam Kỳ, ngày nay là trụ sở Ủy ban Nhân dân tỉnh Lâm Đồng.
1931
19 tháng 7: Khởi công xây dựng nhà thờ chính tòa Đà Lạt.
Khu vực quanh Chợ Cây bị cháy.
1932
Hoàn thành tuyến đường sắt Tháp Chàm – Đà Lạt, bắt đầu khai thác toàn tuyến.
Khởi công xây dựng ga Đà Lạt.
Khai thông đường Sài Gòn – Đà Lạt qua đèo Blao, quốc lộ 20 ngày nay.
Xây dựng Viện Pasteur và dinh Nguyễn Hữu Hào, Bảo tàng Lâm Đồng ngày nay.
1933
Hoàn thành giai đoạn đầu việc xây dựng sân bay Liên Khương.
Xây dựng Dinh Toàn quyền và Dinh Bảo Đại.
1934
Xây dựng chợ Đà Lạt.
Khởi công xây dựng trường Notre Dame du Langbian, về sau mang tên Couvent des Oiseaux.
1935
Thành lập Công ty Du lịch Đà Lạt.
Xây dựng một đập lớn, ngày nay mang tên cầu Ông Đạo, hoàn chỉnh hồ Xuân Hương.
Khánh thành trường Trung học Yersin, ngày nay là Trường Cao đẳng Sư phạm Đà Lạt.
Đà Lạt có 272 biệt thự.
Dân số Đà Lạt: 5.500 người.
1936
Khánh thành Viện Pasteur, trường Couvent des Oiseaux.
Khánh thành sân golf 9 lỗ.
Xây dựng biệt thự của bác sĩ Lemoine, Khách sạn Du lịch Công đoàn ngày nay.
Xây dựng nhà thờ Tin Lành.
1937
Khai thông quốc lộ 21 nối liền Đồng Nai Thượng với Đắk Lắk.
Khai giảng trường Petit Lycée.
Hoàn thành việc xây dựng Dinh Toàn quyền.
Đà Lạt có 378 biệt thự.
1938
Thành lập ấp Hà Đông.
Khánh thành nhà ga Đà Lạt.
Xây dựng nhà máy nước gần hồ Than Thở.
Xây dựng chùa Linh Sơn theo đề nghị của Từ Cung Hoàng thái hậu.
Hoàn thành việc xây dựng Bệnh viện Đà Lạt và Dinh Bảo Đại.
Dân số Đà Lạt: 9.000 người.
1939
Thành lập trường Thiếu sinh quân Đà Lạt.
Khánh thành chợ Đà Lạt tại ví trí khu Hòa Bình ngày nay.
Đà Lạt có 487 biệt thự.
Dân số Đà Lạt: 11.500 người.

### Thập niên 1940

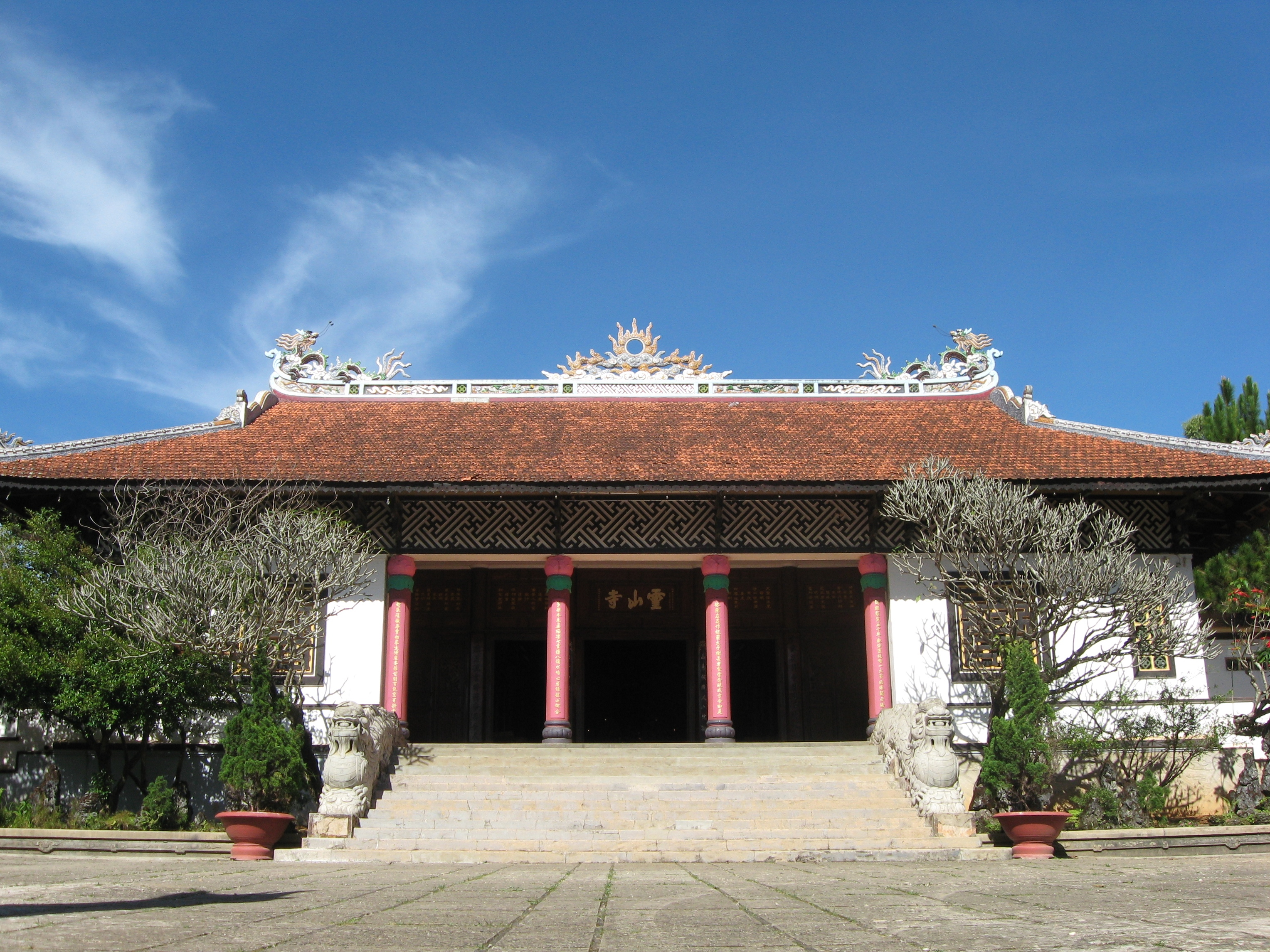
Chùa Linh Sơn, xây dựng từ năm 1938 và hoàn thành năm 1940.

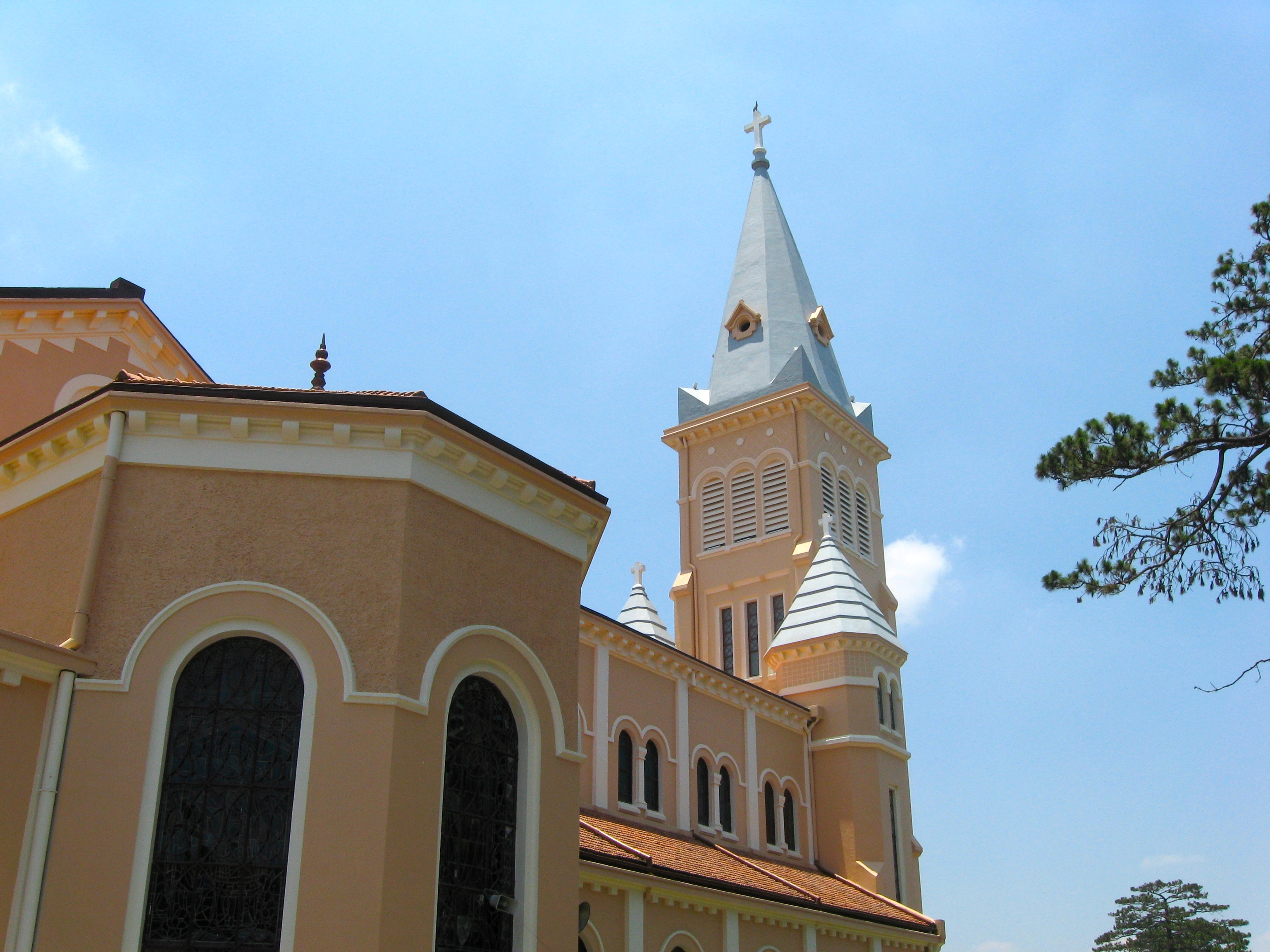
Nhà thờ chính tòa Đà Lạt, khánh thành năm 1942.

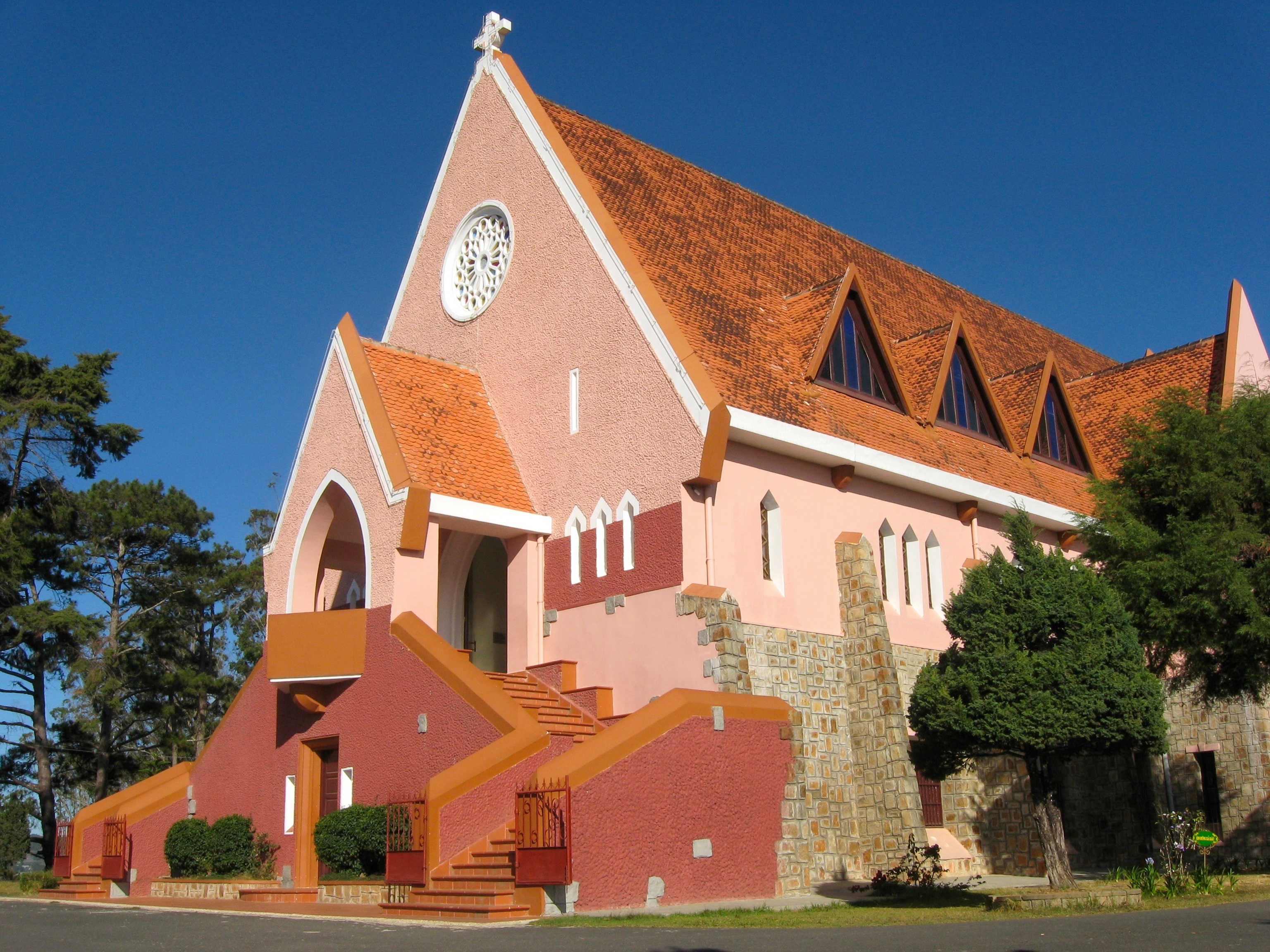
Nhà thờ Domaine de Marie, khánh thành năm 1943.

1940
Thành lập ấp Nghệ Tĩnh.
Khánh thành chùa Linh Sơn.
Dân số Đà Lạt: 13.000 người.
1941
8 tháng 1: Toàn quyền Jean Decoux ký Nghị định tái lập tỉnh Lâm Viên.
Kiến trúc sư Jacques Lagisquet thiết lập đồ án chỉnh trang và phát triển Đà Lạt.
1942
25 tháng 1: Khánh thành nhà thờ chính tòa Đà Lạt.
Khởi công xây dựng nhà máy thủy điện Ankroet.
Kiến trúc sư Jacques Lagisquet hoàn thành đồ án quy hoạch thành phố.
Dân số Đà Lạt: 20.000 người.
1943
Xây dựng đường Prenn mới.
Khánh thành nhà thờ Domaine de Marie.
Đồ án quy hoạch của kiến trúc sư Jacques Lagisquet được chấp thuận và đưa vào áp dụng.
Dân số Đà Lạt: 21.000 người.
1944
Nhà máy thủy điện Ankroet bắt đầu hoạt động.
Chuyển Trường Kiến trúc từ Hà Nội vào Đà Lạt, thành lập lớp Dự bị Đại học đầu tiên tại Đà Lạt.
Dời Sở Địa dư Đông Dương từ Gia Định lên Đà Lạt.
Dân số Đà Lạt: 25.500 người.
1945
Cách mạng tháng Tám, thành lập Ủy ban nhân dân cách mạng lâm thời tỉnh Lâm Viên.
Hoàng thân Ưng An làm thị trưởng dưới thời chính phủ Trần Trọng Kim.
Đà Lạt có 1.000 biệt thự.
1946
Pháp tái chiếm Đà Lạt.
Hội nghị Đà Lạt 1946 giữa phái đoàn Pháp và phái đoàn Việt Nam.
Dân số Đà Lạt: 5.200 người.
1947
Tháng 3: Thành lập Trường miền núi Lang Biang dành cho học sinh dân tộc thiểu số bản địa.
Mở rộng sân bay Liên Khương.
1948
Mở đường bay Hà Nội – Đà Lạt.
Khởi công xây dựng tu viện Dòng Chúa cứu thế, trụ sở Viện Sinh học Tây Nguyên ngày nay.
Dân số Đà Lạt: 18.513 người.
1949
Xây dựng nhà máy nước gần hồ Xuân Hương.
Tháng 12: Bác sĩ Trần Đình Quế làm thị trưởng Đà Lạt.

### Thập niên 1950

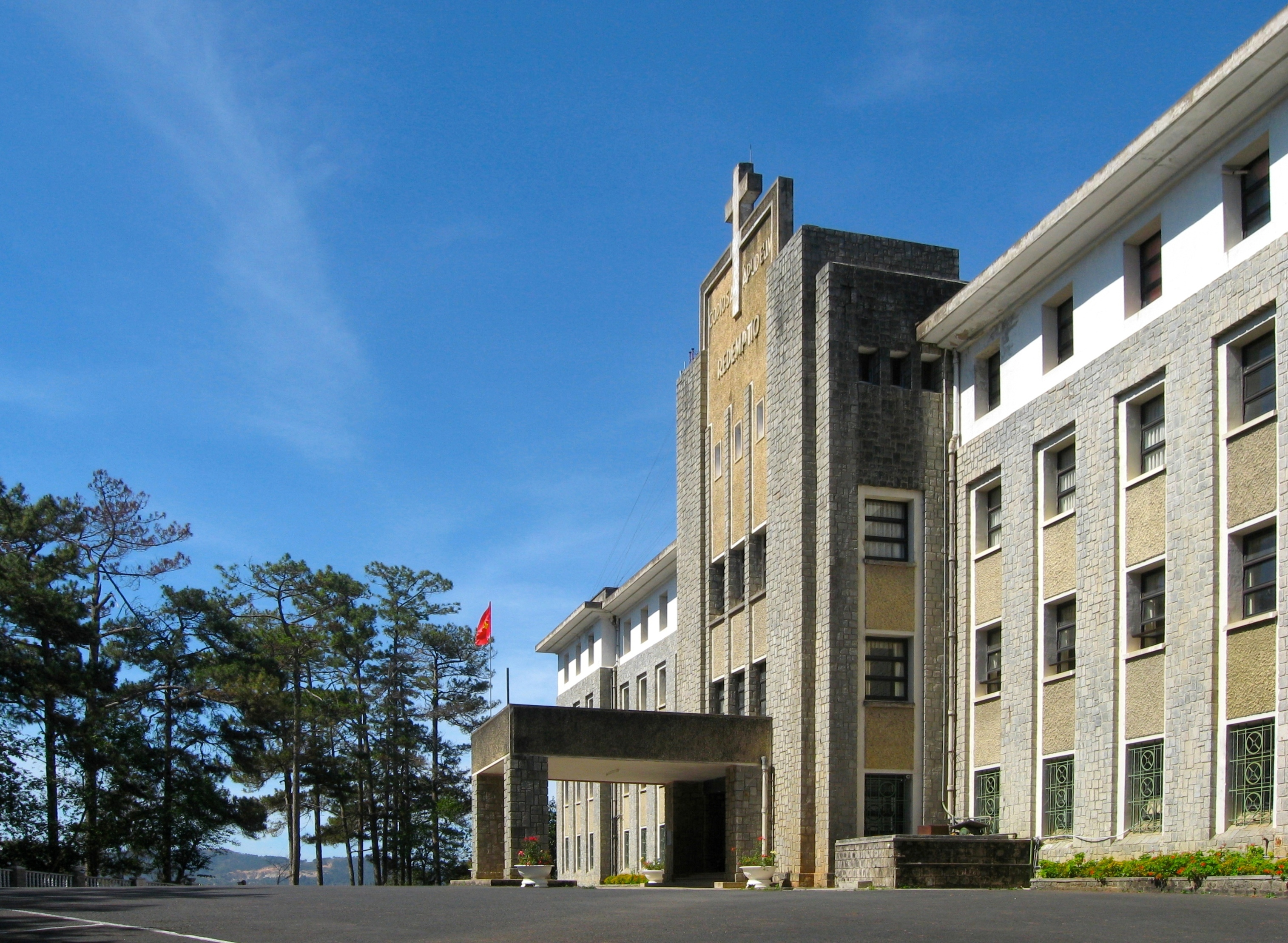
Trụ sở Viện Sinh học Tây Nguyên, trước kia là tu viện Dòng Chúa cứu thế, khánh thành năm 1950.

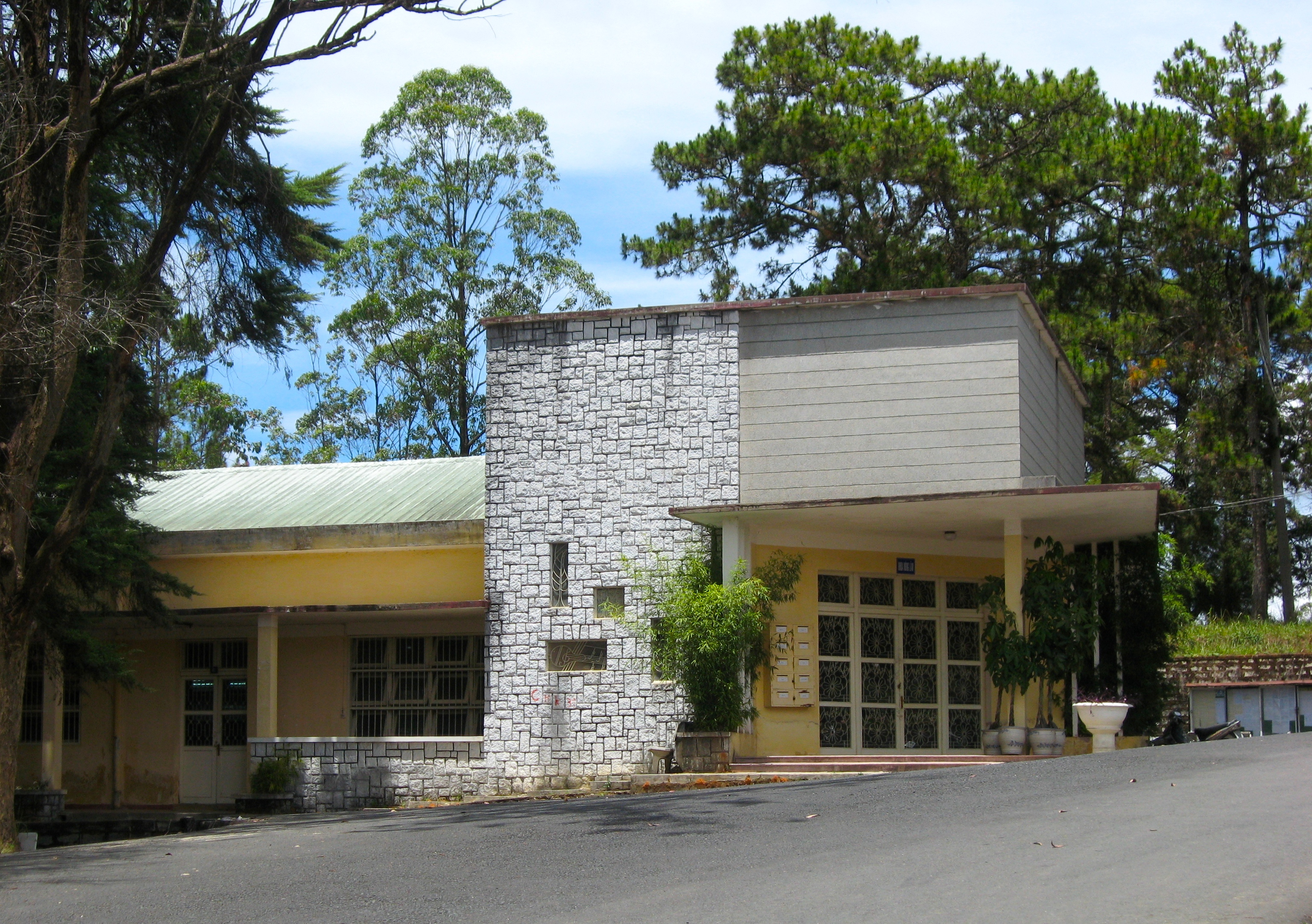
Viện Đại học Đà Lạt thành lập năm 1958, ngày nay là Trường Đại học Đà Lạt.

1950
15 tháng 4: Thành lập Hoàng triều Cương thổ, Đà Lạt là thủ phủ của Hoàng triều Cương thổ và Cao nguyên Trung Phần.
Chuyển Trường Võ bị Quốc gia từ Huế vào Đà Lạt.
1951
30 tháng 10: Sáp nhập các làng Đa Phú, Phước Thành và Trại Mát vào Đà Lạt.
10 tháng 11: Dụ số 4 của Bảo Đại xác định địa giới Đà Lạt.
1952
Thành lập ấp Ánh Sáng và làng Đa Phú.
Hoàn thành việc xây dựng tu viện Dòng Chúa cứu thế, trụ sở Viện Sinh học Tây Nguyên ngày nay.
Thành lập trường Trung học Việt Nam (Lycée Vietnamien), về sau là trường Phương Mai, tiền thân của trường THPT Bùi Thị Xuân ngày nay.
Dân số Đà Lạt: 25.041 người.
1953
1 tháng 1: Thành lập Trường Quốc gia Hành chính.
Đặt tên đường, địa danh bằng tiếng Việt.
1955
Chính quyền Việt Nam Cộng hòa bãi bỏ Hoàng triều Cương thổ.
Thành lập các ấp Thái Phiên, Phát Chi.
1 tháng 4: Thành lập Nha Địa dư Quốc gia.
Đổi tên trường Phương Mai thành trường Quang Trung
1956
Khai giảng trường Nam Trung học Trần Hưng Đạo.
Dân số Đà Lạt: 58.958 người.
1957
Đổi tên trường Quang Trung thành trường Nữ Trung học Bùi Thị Xuân.
Thành lập Viện Đại học Đà Lạt
1958
19 tháng 5: Tổng thống Ngô Đình Diệm ký Sắc lệnh thành lập tỉnh Tuyên Đức, đô thị Đà Lạt là tỉnh lỵ tỉnh Tuyên Đức.
Thành lập Thư viện Đà Lạt, ngày nay là Thư viện tỉnh Lâm Đồng.
Xây dựng chợ mới Đà Lạt.
Khánh thành Khu du lịch thác Prenn.
Thành lập Giáo hoàng Chủng viện Pio X.
Chợ cũ bị phá bỏ, thay thế bằng nhà hát Hòa Bình, nguồn gốc cái tên "khu Hòa Bình" ngày nay.
Dân số Đà Lạt: 43.000 người.

### Thập niên 1960

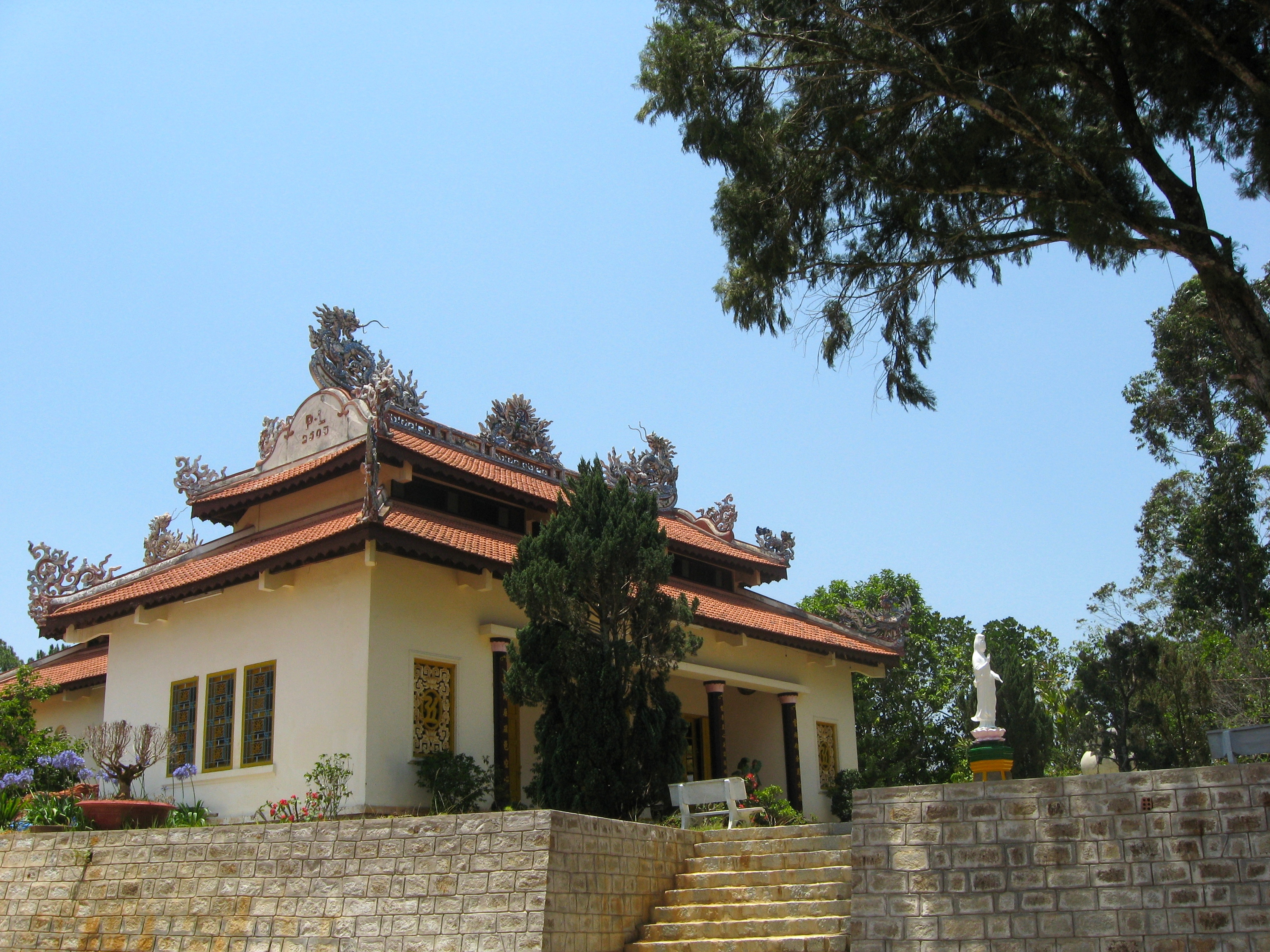
Chùa Linh Phong, khánh thành năm 1962.

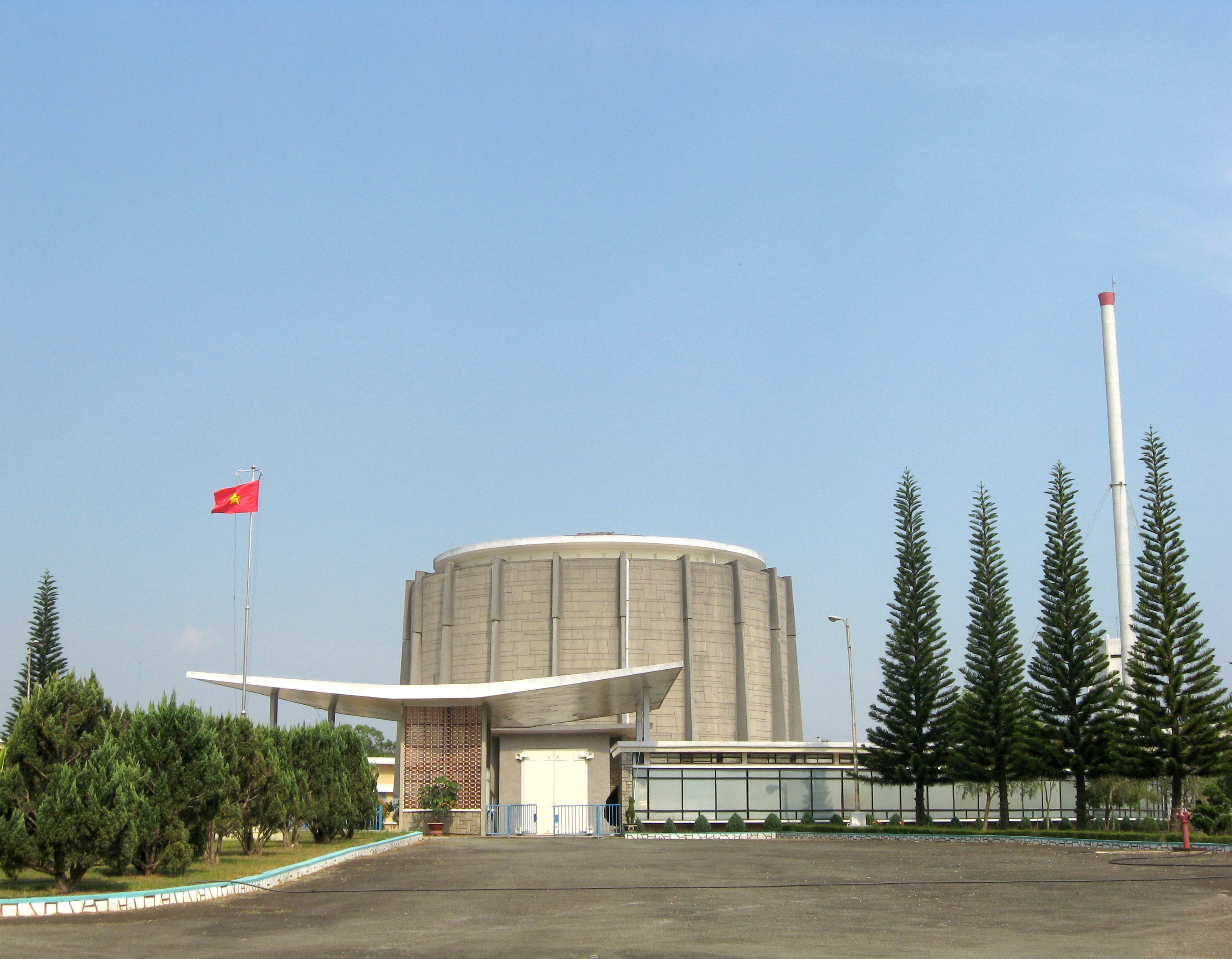
Trung tâm Nghiên cứu Nguyên tử Đà Lạt, khánh thành năm 1963.

1960
Theo sự vụ lệnh số 68 VP/NV, thị trưởng Đà Lạt kiêm tỉnh trưởng Tuyên Đức.
Thành lập Nha Văn khố.
Khởi công xây dựng nhà thờ Cam Ly.
1961
Tháng 2: Khánh thành sân bay Liên Khương, sân bay quốc tế thứ hai của miền Nam Việt Nam.
Tòa thị chính Đà Lạt tách khỏi Tòa hành chính Tuyên Đức.
1962
Khánh thành chùa Linh Phong.
1963
Khánh thành Trung tâm Nghiên cứu Nguyên tử Đà Lạt.
1964
Sáp nhập Tòa thị chính Đà Lạt và Tòa hành chính tỉnh Tuyên Đức.
Biệt điện Trần Lệ Xuân trở thành điểm tham quan cho du khách.
1965
Dân số Đà Lạt: 73.290 người.
1966
Tách Tòa thị chính Đà Lạt khỏi Tòa hành chính tỉnh Tuyên Đức.
Thành lập Trường Đại học Chiến tranh Chính trị.
1967
Thành lập Trường Chỉ huy Tham mưu.
1968
31 tháng 1: Sự kiện Tết Mậu Thân.

### Thập niên 1970

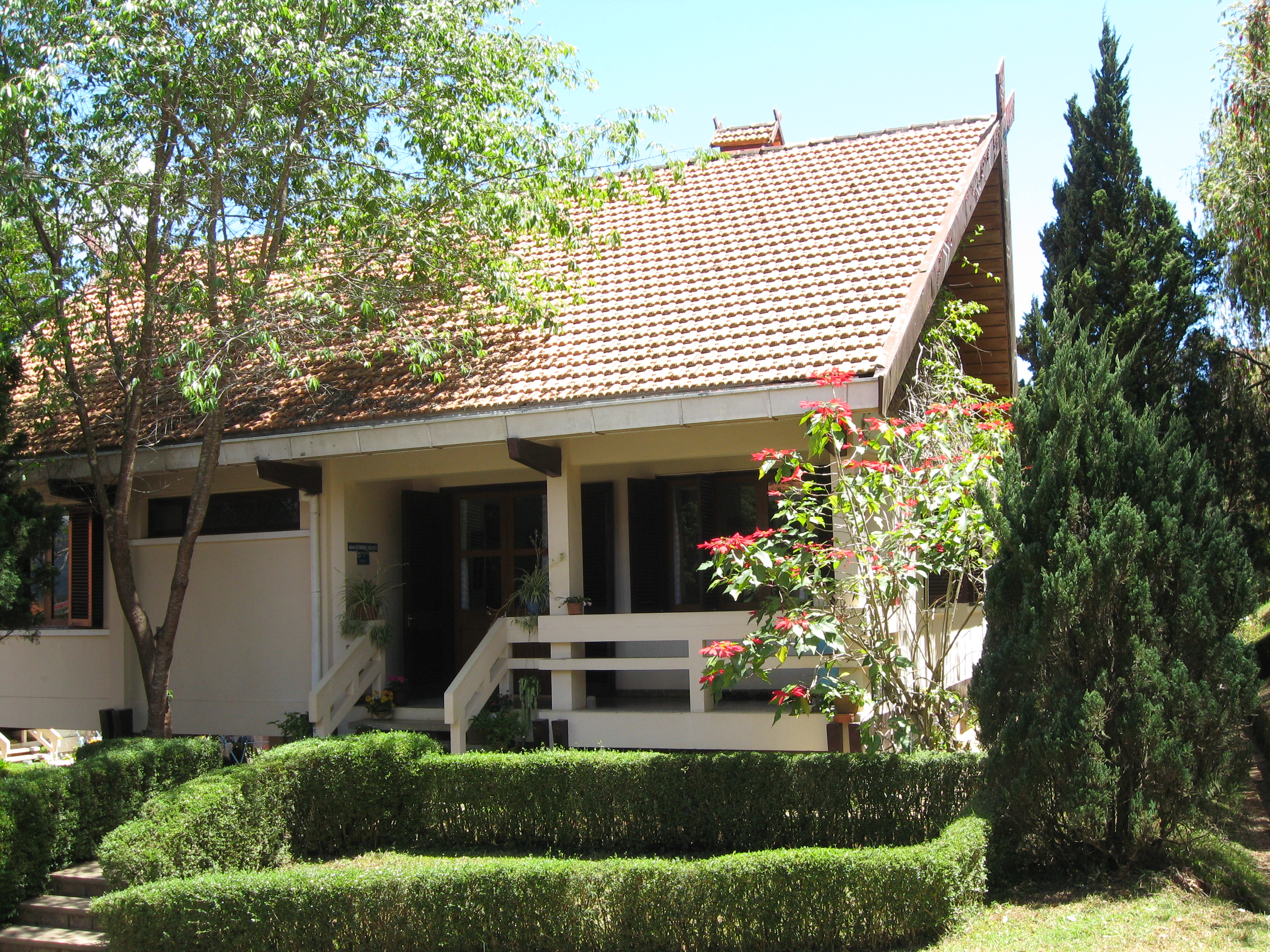
Làng trẻ SOS Đà Lạt, thành lập năm 1973.

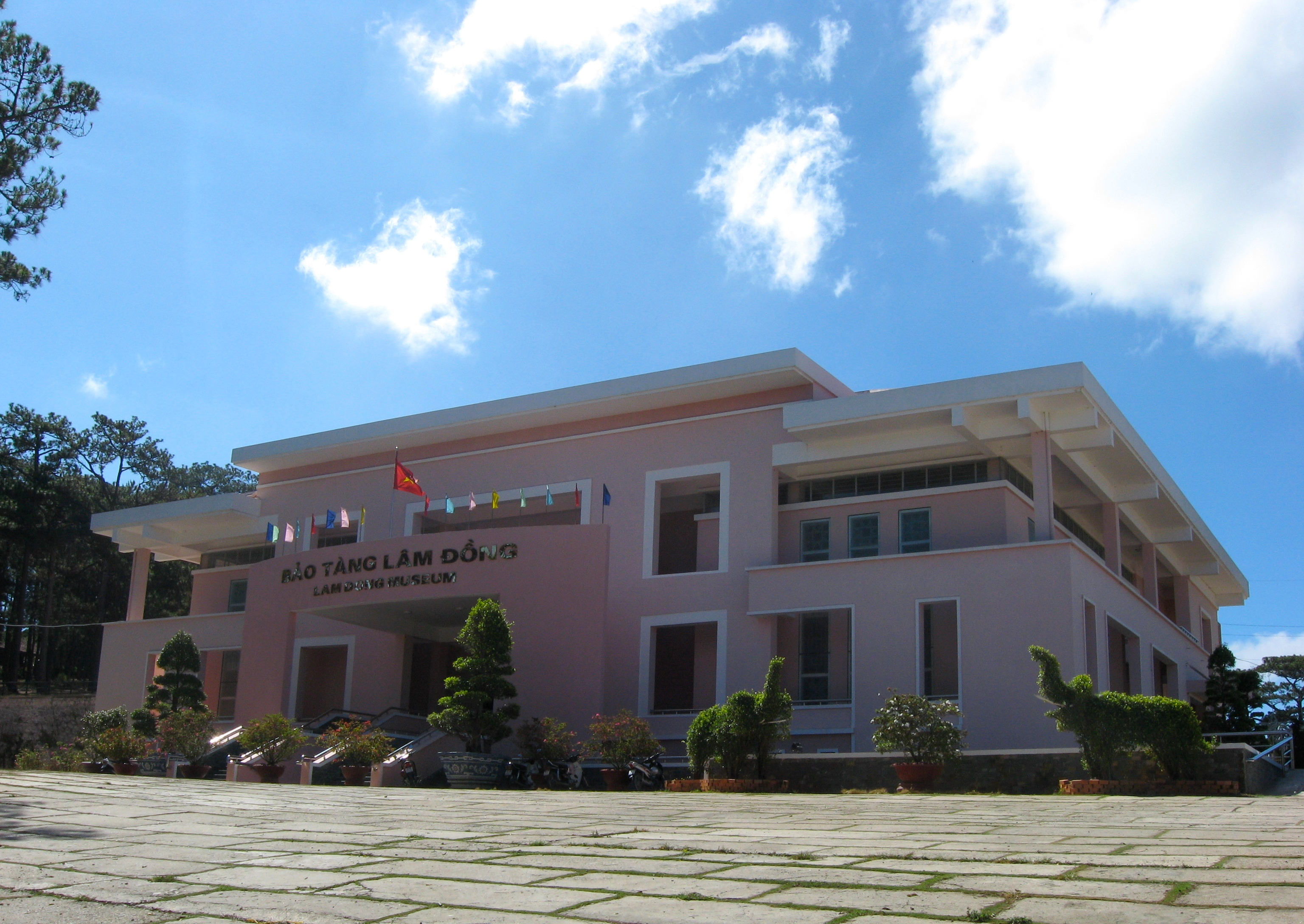
Bảo tàng Lâm Đồng, thành lập năm 1978.

1970
Dân số Đà Lạt: 89.656 người.
1972
Xây dựng đập Đa Thiện III, tạo lập hồ Đa Thiện trong khu vực thung lũng Tình Yêu.
1973
Thành lập làng trẻ em SOS.
Đà Lạt đón 15.844 du khách nước ngoài trong năm.
1975
31 tháng 3: Quân đội Việt Nam Cộng hòa rút khỏi Đà Lạt xuống Phan Rang.
3 tháng 4: Quân đội Nhân dân Việt Nam tiến vào thành phố.
14 tháng 10: Bộ Quốc phòng quyết định chuyển Học viện Quân sự từ Hà Nội vào Đà Lạt.
Dân số Đà Lạt: 85.833 người.
1976
14 tháng 3: Hợp nhất hai tỉnh Lâm Đồng, Tuyên Đức và thành phố Đà Lạt thành tỉnh Lâm Đồng mới, Đà Lạt là tỉnh lỵ tỉnh Lâm Đồng.
26 tháng 4: Thành lập Viện Nghiên cứu Hạt nhân Đà Lạt.
27 tháng 10: Thành lập Trường Đại học Đà Lạt.
Thành lập Trường Cao đẳng Sư phạm Đà Lạt.
Thành lập Công ty Dược phẩm Đà Lạt.
Đổi tên 22 đường phố.
1977
Bầu cử Hội đồng nhân dân thành phố Đà Lạt khóa I.
19 tháng 8: Báo Lâm Đồng ra số đầu tiên.
2 tháng 9: Trạm phát lại truyền hình hoạt động.
1978
Thành lập Bảo tàng Lâm Đồng, Công ty Phát hành sách Lâm Đồng.
5 tháng 9: Thành lập Trung tâm Nghiên cứu Khoa học tại Đà Lạt, tức Viện Sinh học Tây Nguyên ngày nay.
1979
14 tháng 3: Điều chỉnh địa giới hành chính, Đà Lạt có 6 phường và 3 xã Tà Nung, Xuân Thọ, Xuân Trường.
Xây dựng hồ Chiến Thắng.

### Thập niên 1980

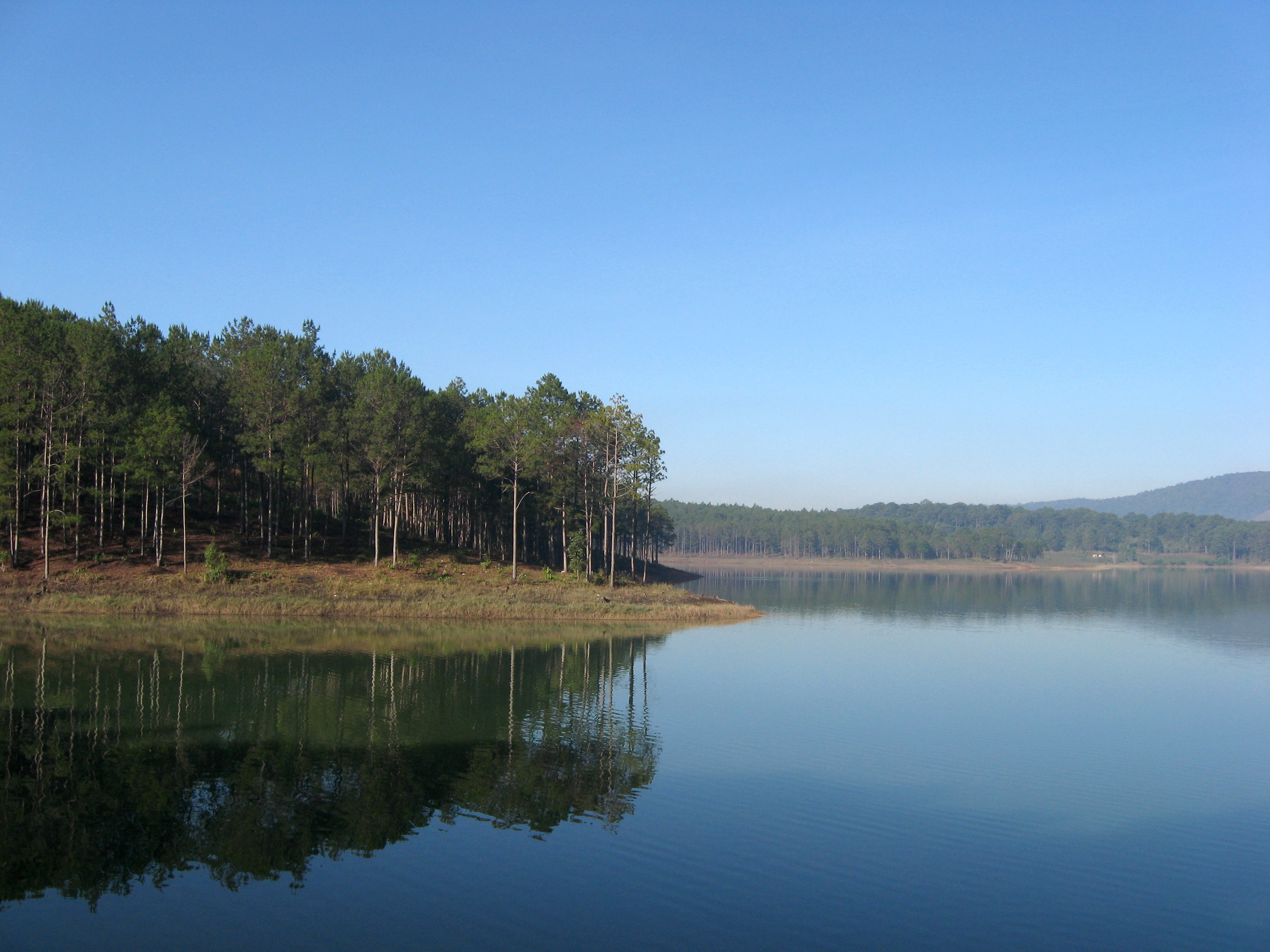
Hồ Tuyền Lâm, hoàn thành vào năm 1987.

1981
Hoàn thành đập chính hồ chứa nước Chiến Thắng.
Dân số Đà Lạt: 98.437 người.
1982
Dân số Đà Lạt: vượt ngưỡng 100.000 người.
1984
Khánh thành Nhà máy nước Suối Vàng.
20 tháng 3: Khôi phục và mở rộng lò phản ứng hạt nhân Đà Lạt.
1985
Nạo vét hồ Xuân Hương.
7 tháng 11: Đài Truyền hình Lâm Đồng phát hình màu.
1986
6 tháng 6: Điều chỉnh địa giới hành chính, Đà Lạt có 12 phường và 3 xã Tà Nung, Xuân Thọ, Xuân Trường.
1987
Hoàn thành hồ Quang Trung, ngày nay là hồ Tuyền Lâm.
1988
24 tháng 12: Thành lập Trường Phổ thông Dân tộc Nội trú Lâm Đồng.
Hồ Xuân Hương được công nhận là Di tích lịch sử văn hóa quốc gia.
1989
Làng trẻ em SOS hoạt động trở lại.

### Thập niên 1990

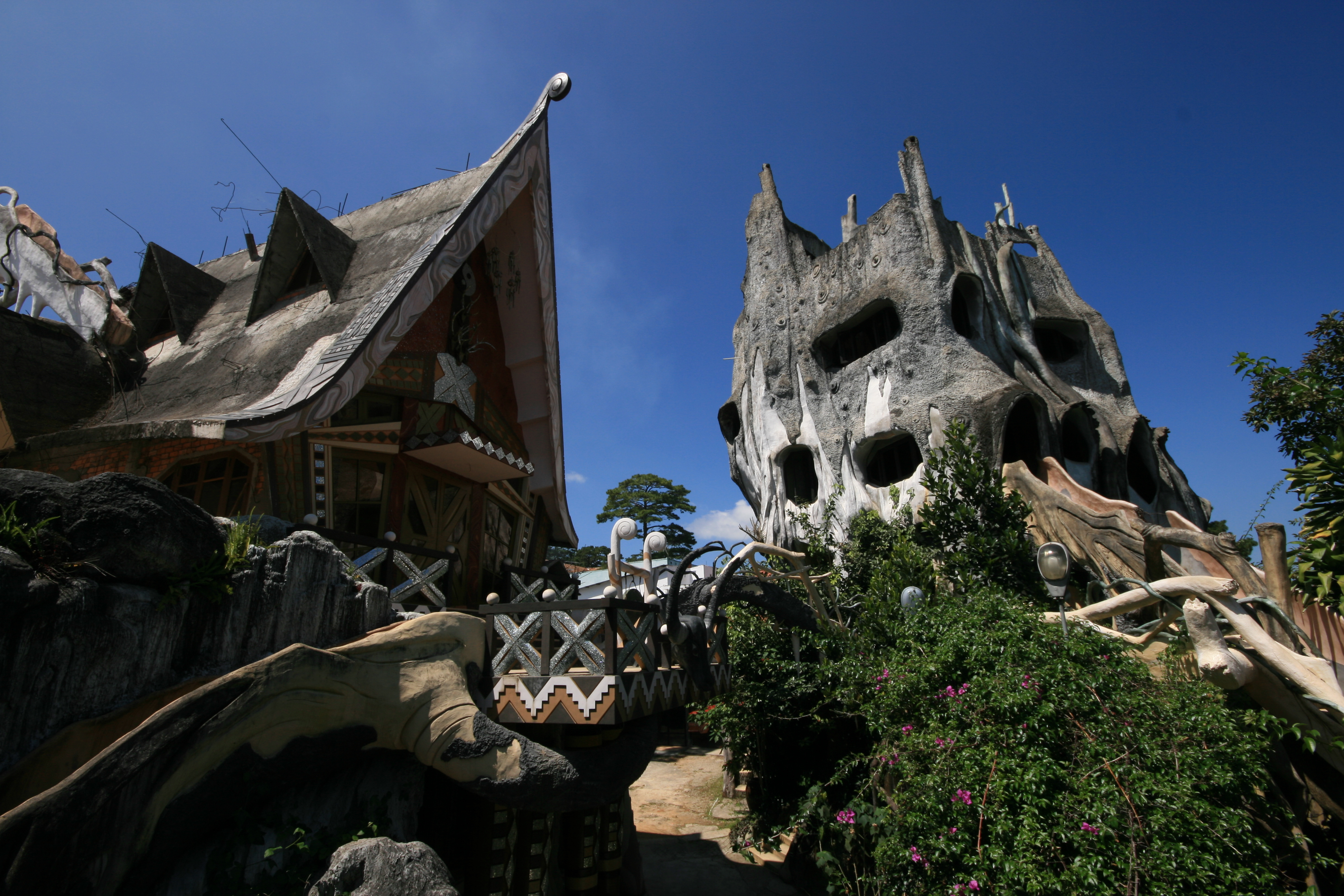
Biệt thự Hằng Nga, mở cửa năm 1990.

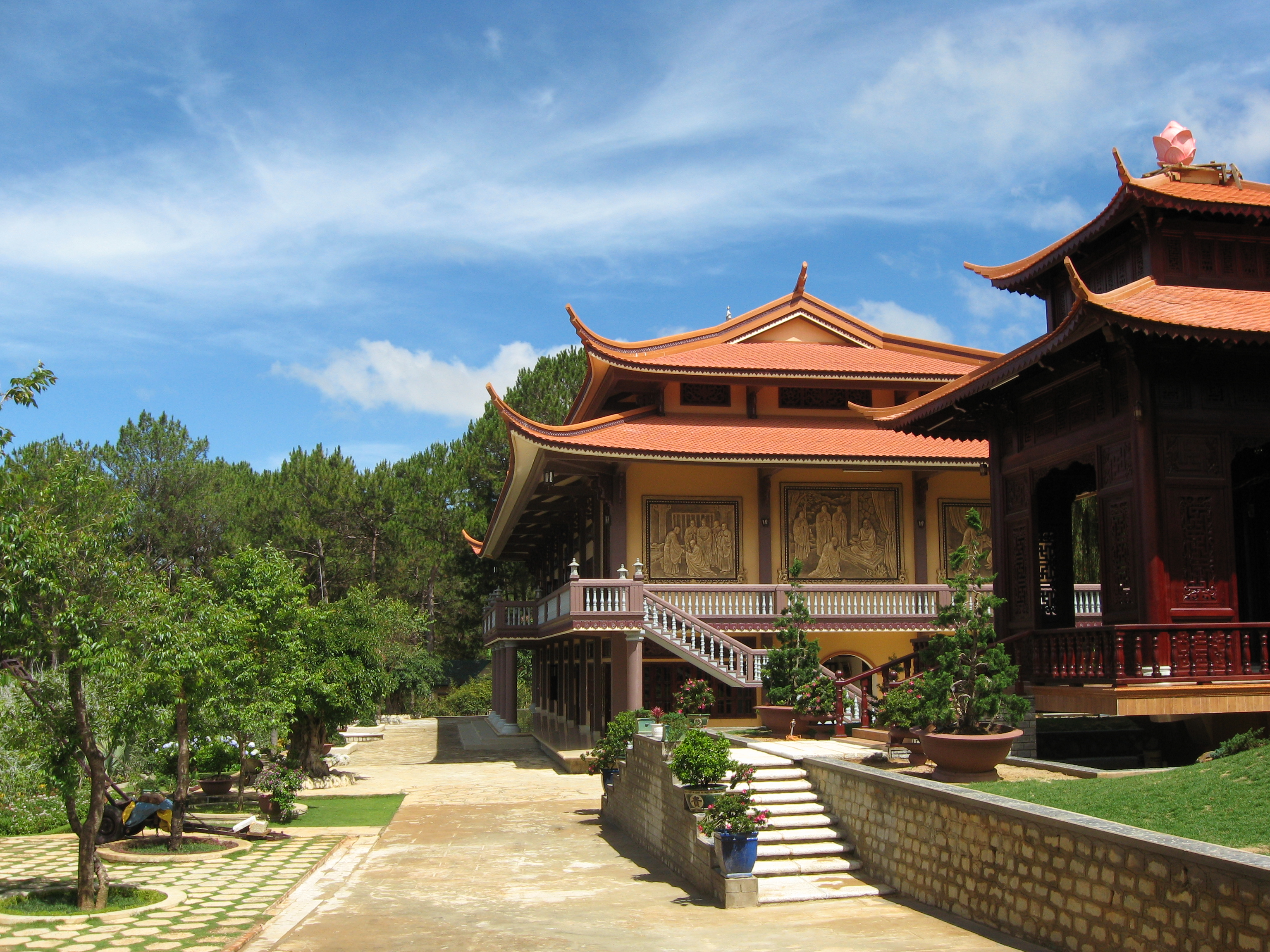
Thiền viện Trúc Lâm Đà Lạt, khánh thành năm 1994.

1990
Dân số Đà Lạt: 120.261 người.
Mở cửa biệt thự Hằng Nga.
1991
Nâng cấp khách sạn Palace, đồi Cù và các biệt thự đường Trần Hưng Đạo.
Phục dựng đoạn đường sắt Đà Lạt – Trại Mát để phục vụ du lịch.
1992
Thành lập Công ty Bio-Organics Hasfarm chuyên trồng hoa xuất khẩu.
1993
28 tháng 5: Khởi công xây dựng Thiền viện Trúc Lâm Đà Lạt.
Khánh thành sân golf 18 lỗ.
Khởi công nâng cấp chợ Đà Lạt.
Bến xe Trung tâm bắt đầu hoạt động.
Lễ hội kỷ niệm Đà Lạt 100 năm hình thành và phát triển.
1994
19 tháng 3: Khánh thành Thiền viện Trúc Lâm Đà Lạt.
27 tháng 10: Thủ tướng Chính phủ quyết định phê duyệt Đề án Quy hoạch tổng thể xây dựng thành phố Đà Lạt và vùng phụ cận đến năm 2010.
1995
Hoàn thành nâng cấp chợ Đà Lạt.
Nâng cấp đường Hồ Tùng Mậu.
1996
12 tháng 8: Khánh thành tháp bưu điện.
20 tháng 12: Thành lập Trung tâm trồng, chế biến cây thuốc Đà Lạt.
1998
Hồ Than Thở, hồ Tuyền Lâm, thung lũng Tình Yêu, thác Prenn, thác Datanla, thác Cam Ly được xếp hạng di tích lịch sử văn hóa quốc gia.
Nạo vét và nâng cấp, tôn tạo di tích hồ Xuân Hương.
1999
24 tháng 7: Thành phố Đà Lạt được Thủ tướng Chính phủ quyết định công nhận là đô thị loại II.
Dân số Đà Lạt: 160.663 người.

## Thế kỷ 21

### Thập niên 2000

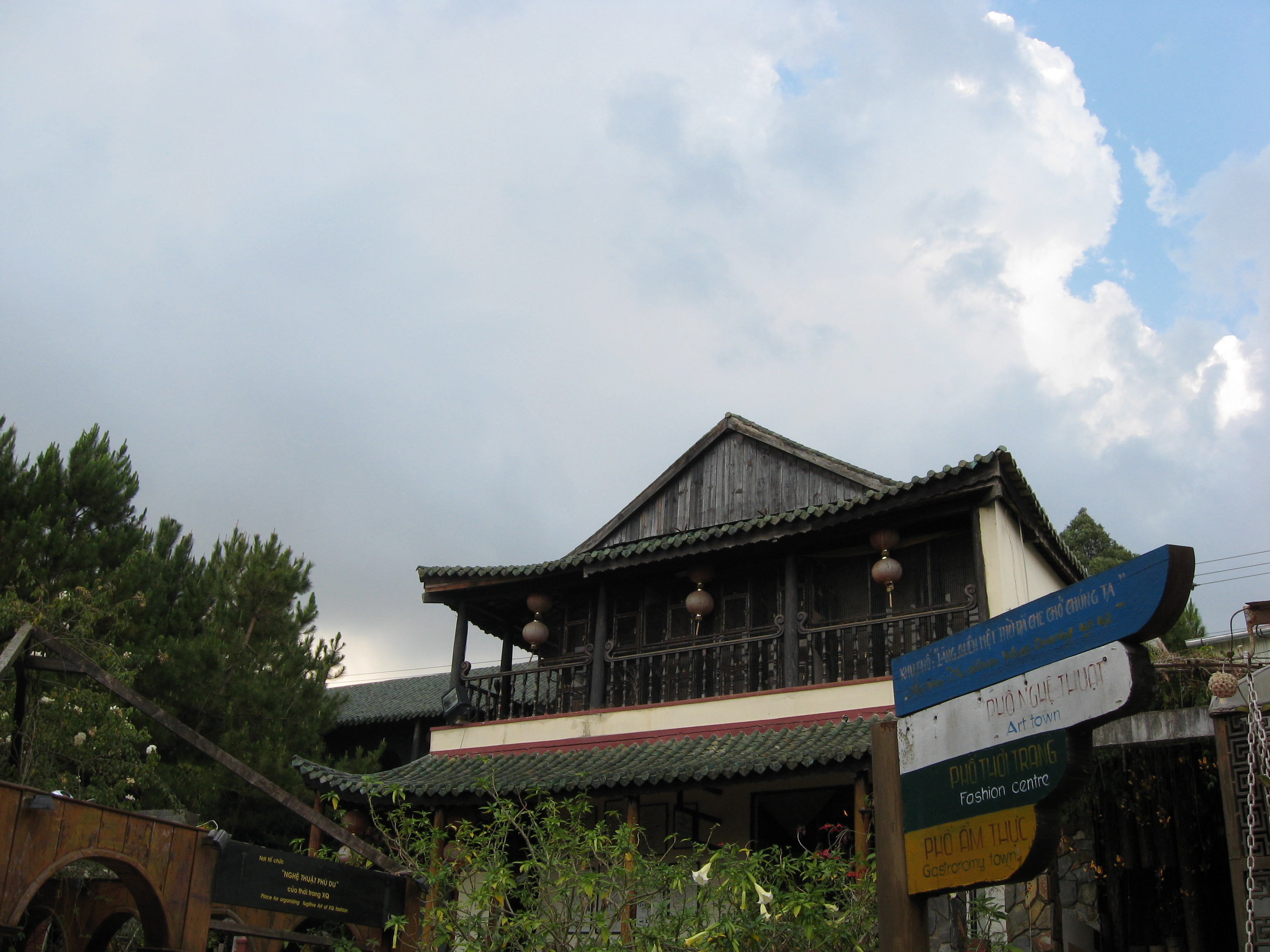
XQ Sử quán, khánh thành cuối năm 2001.

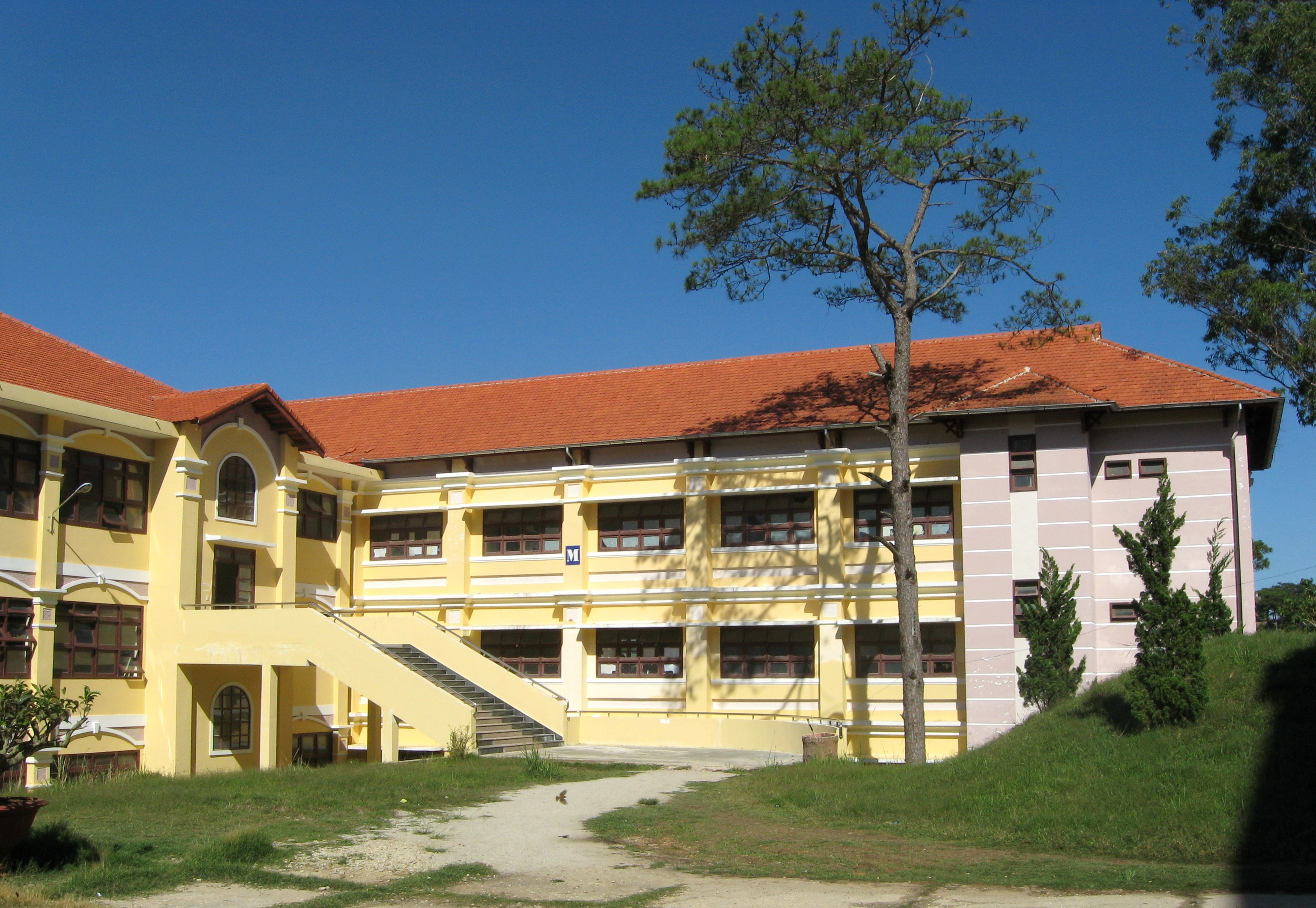
Trường Đại học Dân lập Yersin Đà Lạt, thành lập năm 2004.

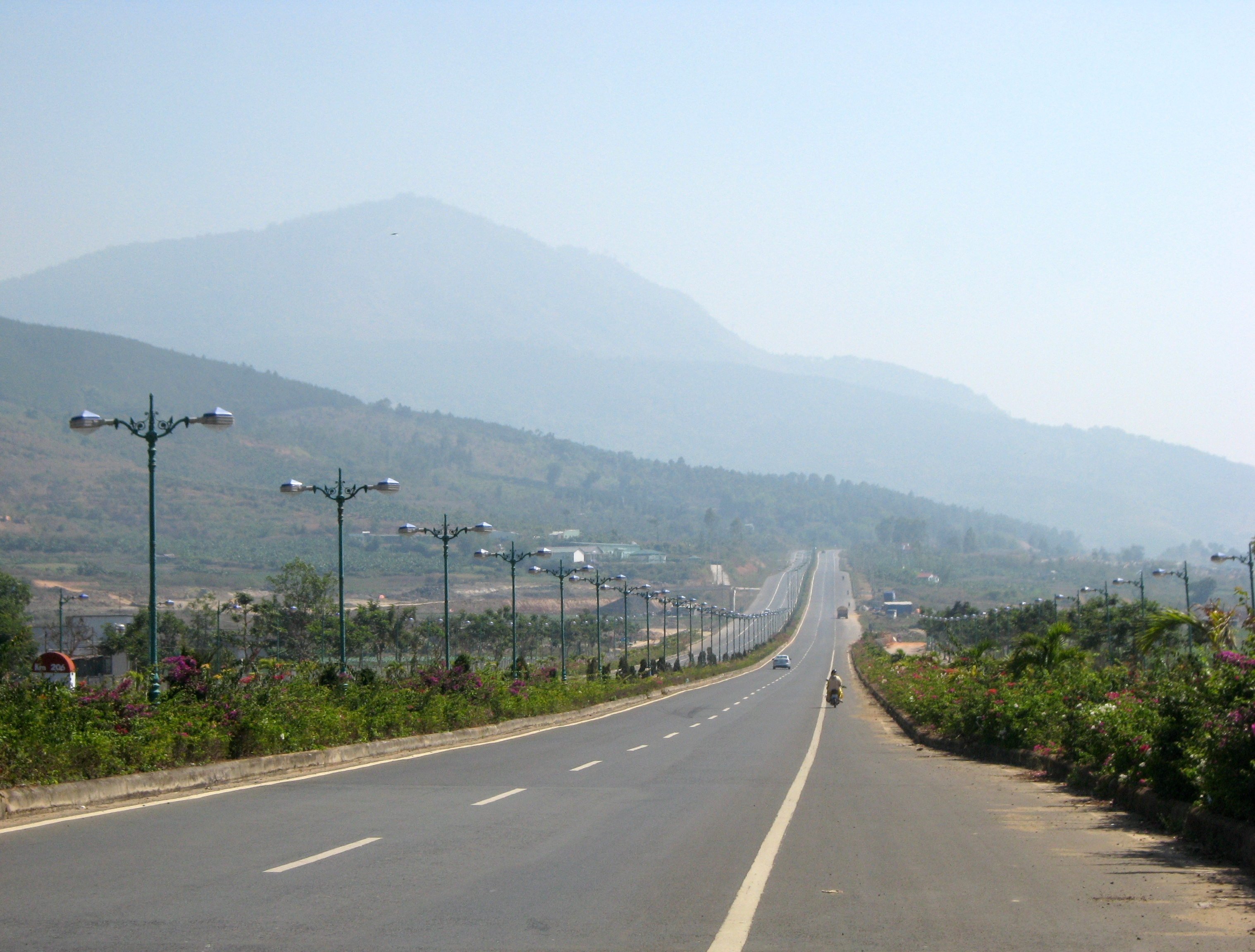
Đường cao tốc Liên Khương – Prenn, khánh thành năm 2008.

2001
Bộ Văn hóa Thông tin ra quyết định công nhận 2 di sản văn hóa kiến trúc ga Đà Lạt và Trường Cao đẳng Sư phạm Đà Lạt.
29 tháng 12: Khánh thành XQ Sử quán.
2002
Khởi công xây dựng công trình Cáp treo Đà Lạt.
27 tháng 5: Thủ tướng Chính phủ quyết định phê duyệt Đề án Điều chỉnh quy hoạch chung thành phố Đà Lạt và vùng phụ cận đến năm 2020.
Xây dựng đường Cam Ly – Suối Vàng.
Hội đồng nhân dân tỉnh Lâm Đồng ban hành Quyết định đặt tên đường mới.
Thành lập Hiệp hội rau quả Đà Lạt.
2003
Lễ hội kỷ niệm 110 năm Đà Lạt hình thành và phát triển.
Khánh thành công viên Yersin.
Khởi công cải tạo suối Cam Ly, xây dựng hệ thống thoát nước thải và nhà máy xử lý nước thải.
2004
Hoàn thành dự án ngầm hóa đường dây trung thế.
Mở thêm đường hàng không Liên Khương – Hà Nội.
Thành lập Trường Đại học Dân lập Yersin Đà Lạt.
2005
17 tháng 9: Xây dựng thánh thất Đa Phước mới.
Festival Hoa Đà Lạt lần thứ nhất, thành phố đón gần 90 nghìn du khách.
2006
Lễ hội văn hóa trà.
Hệ thống xe buýt bắt đầu hoạt động, tuyến đầu tiên nối Đà Lạt với Đức Trọng.
2007
27 tháng 4: Khai thông tỉnh lộ 723 nối Nha Trang – Đà Lạt.
Thành lập Hiệp hội hoa Đà Lạt.
Festival Hoa Đà Lạt lần thứ hai, thành phố đón 120 nghìn du khách.
Dân số Đà Lạt: 197.013 người.
2008
29 tháng 6: Khánh thành đoạn đường cao tốc Liên Khương – Prenn.
Khởi công xây dựng nhà máy nước Dankia II.
Khởi công xây dựng công viên Bà Huyện Thanh Quan.
Khánh thành Bệnh viện đa khoa Hoàn Mỹ Đà Lạt, bệnh viện tư đầu tiên của Đà Lạt.
Lễ hội kỷ niệm 115 năm Đà Lạt hình thành và phát triển.
Dân số Đà Lạt: 201.300 người.
2009
6 tháng 3: Điều chỉnh địa giới hành chính, Đà Lạt có 12 phường và 4 xã Xuân Thọ, Xuân Trường, Tà Nung và Trạm Hành.
23 tháng 3: Thành phố Đà Lạt được Thủ tướng Chính phủ quyết định công nhận là đô thị loại I.
26 tháng 12: Khánh thành nhà ga mới của sân bay Liên Khương.
Dân số Đà Lạt: 206.105 người.

### Thập niên 2010

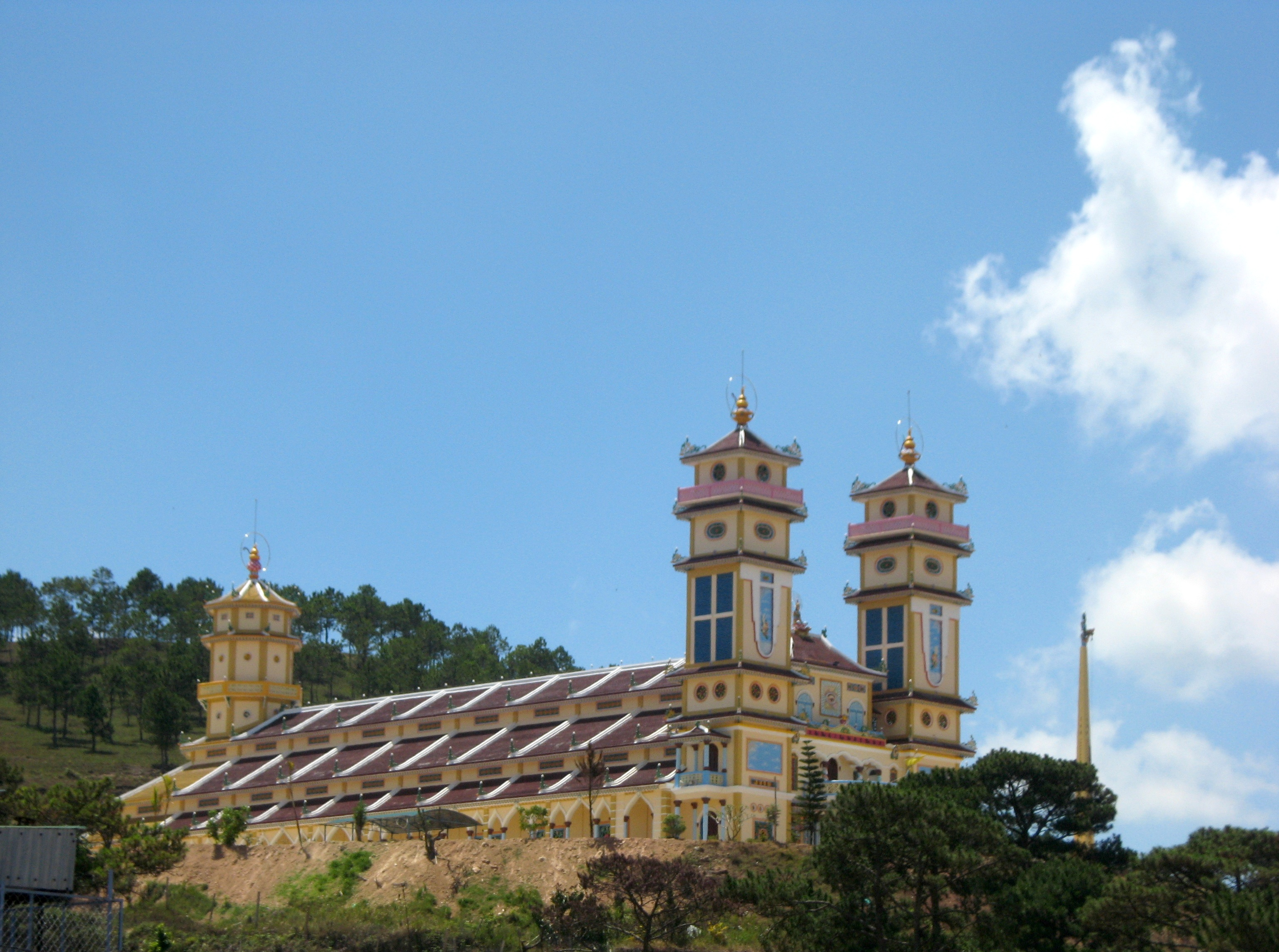
Thánh thất Đa Phước mới, khánh thành năm 2010.

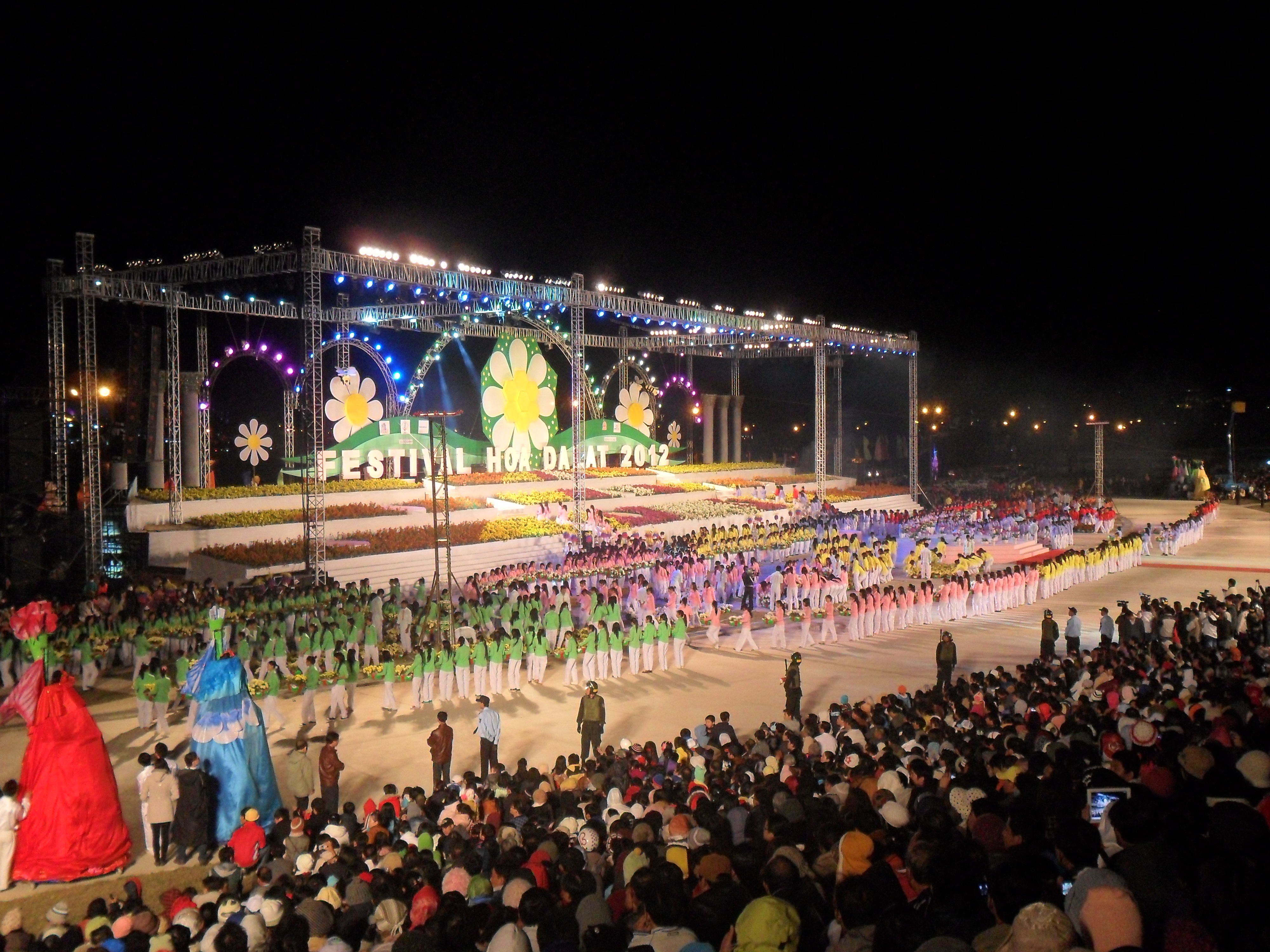
Đêm khai mạc Festival Hoa Đà Lạt 2012.

2010
1-4 tháng 1: Festival Hoa Đà Lạt lần thứ ba, thành phố đón gần 300 nghìn du khách.
29 tháng 6: Khởi công xây dựng Bệnh viện Nhi Đà Lạt.
30 tháng 7: Khánh thành thánh thất Đa Phước mới, khởi công xây dựng từ năm 2005.
21 tháng 12: Sân bay Cam Ly được giao lại cho Bộ Quốc phòng quản lý.
2011
10 tháng 11: Quảng trường thành phố được đặt tên Quảng trường Lâm Viên.
25 tháng 1: Khánh thành cầu đập Ông Đạo mới bắc qua hồ Xuân Hương.
26 tháng 1: Hồ Xuân Hương được được tiếp nước sau một năm tháo cạn.
31 tháng 12: Festival Hoa Đà Lạt 2012, thành phố đón hơn 300 nghìn du khách.
2012
10 tháng 2: Khánh thành Nhà thờ Tin Lành Đà Lạt mới, xây dựng từ năm 2011.
2013
25 tháng 12: Bắt đầu phủ sóng wifi miễn phí khu vực trung tâm thành phố.
Đầu quý 3: Bán đấu giá nhiều biệt thự cổ bổ sung kinh phí xây dựng khu hành chính tỉnh Lâm Đồng.
2014
24 tháng 3: Cháy lớn tại công ty Rừng Hoa Đà Lạt, gần thung lũng Tình Yêu.
12 tháng 5: Thủ tướng Chính phủ quyết định phê duyệt đề án Điều chỉnh quy hoạch chung thành phố Đà Lạt đến năm 2030 và tầm nhìn đến năm 2050.
9 tháng 6: Cháy lớn ở Xí nghiệp Bản đồ Đà Lạt khiến một phần ba tòa nhà bị lửa thiêu rụi.
2015
19 tháng 9: Dinh I mở cửa đón du khách trở lại sau một thời gian dài đóng cửa.
29 tháng 12: Festival Hoa Đà Lạt 2015, đánh dấu 10 năm Đà Lạt trở thành "Thành phố Festival hoa". Đồng thời trong đêm khai mạc, vườn quốc gia Bidoup - Núi Bà đã được UNESCO trao công nhận là khu dự trữ sinh quyển thế giới với tên gọi Khu dự trữ sinh quyển Lang Biang.